# Playoffs NBA 2024
Los Playoffs de la NBA de 2024 fueron el ciclo de cierre o eliminatorias de la temporada 2023-24 de la NBA. Los playoffs dieron comienzo el sábado 20 de abril y finalizaron el lunes 17 de junio de 2024 con las Finales de la NBA.

## Formato
El formato de estos playoffs es el mismo utilizado desde hace tres años.
Los 30 equipos en el torneo norteamericano se distribuyen dividiéndose en 2 conferencias de 15 equipos cada una. Cada conferencia está constituida por 3 divisiones diferentes y, en cada una de ellas, están incluidos 5 equipos. La Conferencia Oeste incluye la División Pacífico, División Noroeste y la División Suroeste; la Conferencia Este está compuesta por la División Atlántico, División Central y División Sureste.
Una vez terminada la temporada regular, la clasificación para los playoffs se produce de la siguiente manera: Clasifican los 6 mejores equipos de cada conferencia. Se ordenan en orden descendente según la cantidad de victorias. Los clasificados del puesto 7 al 10 de cada conferencia, disputarán la eliminatoria 'Play-In' que otorgará las plazas 7 y 8 de cada conferencia.
Una vez que se establecen los puestos definitivos para los playoffs, se realizan unas eliminatorias denominadas: 1.ª ronda, Semifinales y Final de Conferencia y las franquicias que ganen sus eliminatorias se van clasificando de la siguiente forma:
|  | 1.ª ronda        | 1.ª ronda |  |  | Semifinales de Conferencia | Semifinales de Conferencia |  |  | Final de Conferencia | Final de Conferencia |
|  | 2-2-1-1-1        | 2-2-1-1-1 |  |  | 2-2-1-1-1                  | 2-2-1-1-1                  |  |  | 2-2-1-1-1            | 2-2-1-1-1            |
|  |                  |           |  |  |                            |                            |  |  |                      |                      |
|  |                  |           |  |  |                            |                            |  |  |                      |                      |
|  |                  |           |  |  |                            |                            |  |  |                      |                      |
|  | 1.er Clasificado |           |  |  |                            |                            |  |  |                      |                      |
|  |                  |           |  |  |                            |                            |  |  |                      |                      |
|  | 8.º Clasificado  |           |  |  |                            |                            |  |  |                      |                      |
|  |                  |           |  |  |                            |                            |  |  |                      |                      |
|  |                  |           |  |  |                            |                            |  |  |                      |                      |
|  |                  |           |  |  |                            |                            |  |  |                      |                      |
|  | 4.º Clasificado  |           |  |  |                            |                            |  |  |                      |                      |
|  |                  |           |  |  |                            |                            |  |  |                      |                      |
|  | 5.º Clasificado  |           |  |  |                            |                            |  |  |                      |                      |
|  |                  |           |  |  |                            |                            |  |  |                      |                      |
|  |                  |           |  |  |                            |                            |  |  |                      |                      |
|  |                  |           |  |  |                            |                            |  |  |                      |                      |
|  | 2.º Clasificado  |           |  |  |                            |                            |  |  |                      |                      |
|  |                  |           |  |  |                            |                            |  |  |                      |                      |
|  | 7.º Clasificado  |           |  |  |                            |                            |  |  |                      |                      |
|  |                  |           |  |  |                            |                            |  |  |                      |                      |
|  |                  |           |  |  |                            |                            |  |  |                      |                      |
|  |                  |           |  |  |                            |                            |  |  |                      |                      |
|  | 3.er Clasificado |           |  |  |                            |                            |  |  |                      |                      |
|  |                  |           |  |  |                            |                            |  |  |                      |                      |
|  | 6.º Clasificado  |           |  |  |                            |                            |  |  |                      |                      |
|  |                  |           |  |  |                            |                            |  |  |                      |                      |

Las eliminatorias o series se juegan en un formato al mejor de 7 partidos, en el que se tiene que ganar 4 partidos para clasificarse para la siguiente ronda. El equipo que posea la ventaja de campo en cada eliminatoria disputará los partidos 1, 2, 5 y 7 como local, mientras que el resto de partidos se jugará en el pabellón del equipo contrario (Formato: 2-2-1-1-1). Se establece como equipo con ventaja de campo al que haya tenido mejor balance en liga entre los 2 contendientes de una eliminatoria. En el momento en que un equipo gana 4 partidos, se clasifica para la siguiente ronda de eliminatoria, sin jugar obligatoriamente los 7 partidos programados.

## Clasificación[1]
El primer equipo en clasificarse para los playoffs fueron los Boston Celtics, el 14 de marzo de 2024. En la Conferencia Oeste, los dos primeros clasificados fueron Denver Nuggets y Oklahoma City Thunder, ambos el 31 de marzo. Al día siguiente, el 1 de abril, los Minnesota Timberwolves lograron su acceso a la postemporada. El 7 de abril, los Milwaukee Bucks se clasificaron para playoffs. Dos días después, el 9 de abril, tanto Los Angeles Clippers como los Dallas Mavericks consiguieron plaza para postemporada. Al día siguiente, el 10 de abril, los New York Knicks acceden oficialmente a playoffs. El 12 de abril, los Cleveland Cavaliers consiguieron la plaza para la postemporada. Y el último día de temporada regular, el 14 de abril, tres equipos accedieron de manera directa a playoffs, siendo Orlando Magic, Indiana Pacers y Phoenix Suns.El 16 de abril, Los Angeles Lakers consiguieron su clasificación como séptimo clasificado en la Conferencia Oeste vía play-in.Un día después, el 17 de abril por la misma vía del play-in, los Philadelphia 76ers aseguraron ser el séptimo clasificado en la Conferencia Este.Por último, el 19 de abril se definieron los equipos clasificados en la octava posición en cada conferencia, siendo Miami Heat en el Este y New Orleans Pelicans en el Oeste.
|  | Los puestos séptimo y octavo de cada conferencia se determinarán mediante la eliminatoria 'Play-In'. |

### Conferencia Este
| Puesto | Equipo              | Récord | Logros                      | Logros             | Logros                         | Logros                 |
| Puesto | Equipo              | Récord | Clasificación para Playoffs | Título de División | Mejor récord de la Conferencia | Mejor récord de la NBA |
| ------ | ------------------- | ------ | --------------------------- | ------------------ | ------------------------------ | ---------------------- |
| 1      | Boston Celtics      | 64–18  | 14 de marzo                 | 20 de marzo        | 24 de marzo                    | 3 de abril             |
| 2      | New York Knicks     | 50–32  | 10 de abril                 | —                  | —                              | —                      |
| 3      | Milwaukee Bucks     | 49–33  | 7 de abril                  | 14 de abril        | —                              | —                      |
| 4      | Cleveland Cavaliers | 48–34  | 12 de abril                 | —                  | —                              | —                      |
| 5      | Orlando Magic       | 47–35  | 14 de abril                 | 14 de abril        | —                              | —                      |
| 6      | Indiana Pacers      | 47–35  | 14 de abril                 | —                  | —                              | —                      |
| 7      | Philadelphia 76ers  | 47–35  | 17 de abril                 | —                  | —                              | —                      |
| 8      | Miami Heat          | 46–36  | 19 de abril                 | —                  | —                              | —                      |

### Conferencia Oeste
| Puesto | Equipo                 | Récord | Logros                      | Logros             | Logros                         | Logros                 |
| Puesto | Equipo                 | Récord | Clasificación para Playoffs | Título de División | Mejor récord de la Conferencia | Mejor récord de la NBA |
| ------ | ---------------------- | ------ | --------------------------- | ------------------ | ------------------------------ | ---------------------- |
| 1      | Oklahoma City Thunder  | 57–25  | 31 de marzo                 | 14 de abril        | 14 de abril                    | —                      |
| 2      | Denver Nuggets         | 57–25  | 31 de marzo                 | —                  | —                              | —                      |
| 3      | Minnesota Timberwolves | 56–26  | 1 de abril                  | —                  | —                              | —                      |
| 4      | Los Angeles Clippers   | 51–31  | 9 de abril                  | 9 de abril         | —                              | —                      |
| 5      | Dallas Mavericks       | 50–32  | 9 de abril                  | 10 de abril        | —                              | —                      |
| 6      | Phoenix Suns           | 49–33  | 14 de abril                 | —                  | —                              | —                      |
| 7      | Los Angeles Lakers     | 47–35  | 16 de abril                 | —                  | —                              | —                      |
| 8      | New Orleans Pelicans   | 49–33  | 19 de abril                 | —                  | —                              | —                      |

Notas

## Cuadro de enfrentamientos
|  | Primera ronda     | Primera ronda        | Primera ronda          |   |                        | Semifinales de Conferencia | Semifinales de Conferencia | Semifinales de Conferencia |  |    | Finales de Conferencia | Finales de Conferencia | Finales de Conferencia |  |    | Finales de la NBA | Finales de la NBA | Finales de la NBA |
|  |                   |                      |                        |   |                        |                            |                            |                            |  |    |                        |                        |                        |  |    |                   |                   |                   |
|  | E1                | Boston Celtics       | 4                      |   |                        |                            |                            |                            |  |    |                        |                        |                        |  |    |                   |                   |                   |
|  | E8                | Miami Heat           | 1                      |   |                        |                            |                            |                            |  |    |                        |                        |                        |  |    |                   |                   |                   |
|  | E8                | Miami Heat           | 1                      |   | E1                     | Boston Celtics             | 4                          |                            |  |    |                        |                        |                        |  |    |                   |                   |                   |
|  |                   |                      |                        |   | E1                     | Boston Celtics             | 4                          |                            |  |    |                        |                        |                        |  |    |                   |                   |                   |
|  |                   | E4                   | Cleveland Cavaliers    | 1 |                        |                            |                            |                            |  |    |                        |                        |                        |  |    |                   |                   |                   |
|  | E4                | E4                   | Cleveland Cavaliers    | 1 | Cleveland Cavaliers    | 4                          |                            |                            |  |    |                        |                        |                        |  |    |                   |                   |                   |
|  | E4                |                      |                        |   | Cleveland Cavaliers    | 4                          |                            |                            |  |    |                        |                        |                        |  |    |                   |                   |                   |
|  | E5                | Orlando Magic        | 3                      |   |                        |                            |                            |                            |  |    |                        |                        |                        |  |    |                   |                   |                   |
|  | E5                | Orlando Magic        | 3                      |   |                        |                            |                            |                            |  | E1 | Boston Celtics         | 4                      |                        |  |    |                   |                   |                   |
|  | Conferencia Este  |                      |                        |   |                        |                            |                            |                            |  | E1 | Boston Celtics         | 4                      |                        |  |    |                   |                   |                   |
|  |                   | E6                   | Indiana Pacers         | 0 |                        |                            |                            |                            |  |    |                        |                        |                        |  |    |                   |                   |                   |
|  | E3                | E6                   | Indiana Pacers         | 0 | Milwaukee Bucks        | 2                          |                            |                            |  |    |                        |                        |                        |  |    |                   |                   |                   |
|  | E3                |                      |                        |   | Milwaukee Bucks        | 2                          |                            |                            |  |    |                        |                        |                        |  |    |                   |                   |                   |
|  | E6                | Indiana Pacers       | 4                      |   |                        |                            |                            |                            |  |    |                        |                        |                        |  |    |                   |                   |                   |
|  | E6                | Indiana Pacers       | 4                      |   | E6                     | Indiana Pacers             | 4                          |                            |  |    |                        |                        |                        |  |    |                   |                   |                   |
|  |                   |                      |                        |   | E6                     | Indiana Pacers             | 4                          |                            |  |    |                        |                        |                        |  |    |                   |                   |                   |
|  |                   | E2                   | New York Knicks        | 3 |                        |                            |                            |                            |  |    |                        |                        |                        |  |    |                   |                   |                   |
|  | E2                | E2                   | New York Knicks        | 3 | New York Knicks        | 4                          |                            |                            |  |    |                        |                        |                        |  |    |                   |                   |                   |
|  | E2                |                      |                        |   | New York Knicks        | 4                          |                            |                            |  |    |                        |                        |                        |  |    |                   |                   |                   |
|  | E7                | Philadelphia 76ers   | 2                      |   |                        |                            |                            |                            |  |    |                        |                        |                        |  |    |                   |                   |                   |
|  | E7                | Philadelphia 76ers   | 2                      |   |                        |                            |                            |                            |  |    |                        |                        |                        |  | E1 | Boston Celtics    | 4                 |                   |
|  |                   |                      |                        |   |                        |                            |                            |                            |  |    |                        |                        |                        |  | E1 | Boston Celtics    | 4                 |                   |
|  |                   | O5                   | Dallas Mavericks       | 1 |                        |                            |                            |                            |  |    |                        |                        |                        |  |    |                   |                   |                   |
|  | O1                | O5                   | Dallas Mavericks       | 1 | Oklahoma City Thunder  | 4                          |                            |                            |  |    |                        |                        |                        |  |    |                   |                   |                   |
|  | O1                |                      |                        |   | Oklahoma City Thunder  | 4                          |                            |                            |  |    |                        |                        |                        |  |    |                   |                   |                   |
|  | O8                | New Orleans Pelicans | 0                      |   |                        |                            |                            |                            |  |    |                        |                        |                        |  |    |                   |                   |                   |
|  | O8                | New Orleans Pelicans | 0                      |   | O1                     | Oklahoma City Thunder      | 2                          |                            |  |    |                        |                        |                        |  |    |                   |                   |                   |
|  |                   |                      |                        |   | O1                     | Oklahoma City Thunder      | 2                          |                            |  |    |                        |                        |                        |  |    |                   |                   |                   |
|  |                   | O5                   | Dallas Mavericks       | 4 |                        |                            |                            |                            |  |    |                        |                        |                        |  |    |                   |                   |                   |
|  | O4                | O5                   | Dallas Mavericks       | 4 | Los Angeles Clippers   | 2                          |                            |                            |  |    |                        |                        |                        |  |    |                   |                   |                   |
|  | O4                |                      |                        |   | Los Angeles Clippers   | 2                          |                            |                            |  |    |                        |                        |                        |  |    |                   |                   |                   |
|  | O5                | Dallas Mavericks     | 4                      |   |                        |                            |                            |                            |  |    |                        |                        |                        |  |    |                   |                   |                   |
|  | O5                | Dallas Mavericks     | 4                      |   |                        |                            |                            |                            |  | O5 | Dallas Mavericks       | 4                      |                        |  |    |                   |                   |                   |
|  | Conferencia Oeste |                      |                        |   |                        |                            |                            |                            |  | O5 | Dallas Mavericks       | 4                      |                        |  |    |                   |                   |                   |
|  |                   | O3                   | Minnesota Timberwolves | 1 |                        |                            |                            |                            |  |    |                        |                        |                        |  |    |                   |                   |                   |
|  | O3                | O3                   | Minnesota Timberwolves | 1 | Minnesota Timberwolves | 4                          |                            |                            |  |    |                        |                        |                        |  |    |                   |                   |                   |
|  | O3                |                      |                        |   | Minnesota Timberwolves | 4                          |                            |                            |  |    |                        |                        |                        |  |    |                   |                   |                   |
|  | O6                | Phoenix Suns         | 0                      |   |                        |                            |                            |                            |  |    |                        |                        |                        |  |    |                   |                   |                   |
|  | O6                | Phoenix Suns         | 0                      |   | O3                     | Minnesota Timberwolves     | 4                          |                            |  |    |                        |                        |                        |  |    |                   |                   |                   |
|  |                   |                      |                        |   | O3                     | Minnesota Timberwolves     | 4                          |                            |  |    |                        |                        |                        |  |    |                   |                   |                   |
|  |                   | O2                   | Denver Nuggets         | 3 |                        |                            |                            |                            |  |    |                        |                        |                        |  |    |                   |                   |                   |
|  | O2                | O2                   | Denver Nuggets         | 3 | Denver Nuggets         | 4                          |                            |                            |  |    |                        |                        |                        |  |    |                   |                   |                   |
|  | O2                |                      |                        |   | Denver Nuggets         | 4                          |                            |                            |  |    |                        |                        |                        |  |    |                   |                   |                   |
|  | O7                | Los Angeles Lakers   | 1                      |   |                        |                            |                            |                            |  |    |                        |                        |                        |  |    |                   |                   |                   |

Negrita - Ganador de las series
cursiva - Equipo con ventaja de campo

## Conferencia Este

### Primera ronda

#### (1) Boston Celtics vs. (8) Miami Heat
| 21 de abril                 | Miami Heat                                                           | 94–114                                | Boston Celtics                                               | |  |  |
| 1:00 p. m.                  | Parciales: 21–26, 24–34, 14–31, 35–23                                | Parciales: 21–26, 24–34, 14–31, 35–23 | Parciales: 21–26, 24–34, 14–31, 35–23                        | |  |  |
|                             | Estadísticas Bam Adebayo 24 Adebayo, Jović 6 c/u Herro, Jáquez 4 c/u | Reporte Pts Reb Asts                  | Estadísticas Jayson Tatum 23 Jayson Tatum 10 Jayson Tatum 10 | Pabellón: TD Garden, Boston, Massachusetts Asistencia: 19.156 espectadores Árbitros: Josh Tiven, Bill Kennedy, Ray Acosta |  |  |
| Boston lidera la serie, 1–0 |                                                                      |                                       |                                                              | |  |  |
|                             |                                                                      |                                       |                                                              | |  |  |

| 24 de abril         | Miami Heat                                                | 111–101                               | Boston Celtics                                                                             | |  |  |
| 7:00 p. m.          | Parciales: 28–27, 30–34, 27–18, 26–22                     | Parciales: 28–27, 30–34, 27–18, 26–22 | Parciales: 28–27, 30–34, 27–18, 26–22                                                      | |  |  |
|                     | Estadísticas Tyler Herro 24 Bam Adebayo 10 Tyler Herro 14 | Reporte Pts Reb Asts                  | Estadísticas Jaylen Brown 33 Brown, Horford, Porziņģis, Tatum 8 c/u Porziņģis, White 4 c/u | Pabellón: TD Garden, Boston, Massachusetts Asistencia: 19.156 espectadores Árbitros: David Guthrie, Sean Wright, JB DeRosa |  |  |
| Serie empatada, 1–1 |                                                           |                                       |                                                                                            | |  |  |
|                     |                                                           |                                       |                                                                                            | |  |  |

| 27 de abril                 | Boston Celtics                                                        | 104–84                                | Miami Heat                                                        | |  |  |
| 6:00 p. m.                  | Parciales: 21–12, 42–27, 24–22, 17–23                                 | Parciales: 21–12, 42–27, 24–22, 17–23 | Parciales: 21–12, 42–27, 24–22, 17–23                             | |  |  |
|                             | Estadísticas Brown, Tatum 22 c/u Jayson Tatum 11 Holiday, Tatum 6 c/u | Reporte Pts Reb Asts                  | Estadísticas Bam Adebayo 20 Bam Adebayo 9 Highsmith, Jáquez 5 c/u | Pabellón: Kaseya Center, Miami, Florida Asistencia: 20.092 espectadores Árbitros: James Williams, Mark Lindsay, Jacyn Goble |  |  |
| Boston lidera la serie, 2–1 |                                                                       |                                       |                                                                   | |  |  |
|                             |                                                                       |                                       |                                                                   | |  |  |

| 29 de abril                 | Boston Celtics                                               | 102–88                                | Miami Heat                                               | |  |  |
| 7:30 p. m.                  | Parciales: 34–24, 19–12, 28–23, 21–29                        | Parciales: 34–24, 19–12, 28–23, 21–29 | Parciales: 34–24, 19–12, 28–23, 21–29                    | |  |  |
|                             | Estadísticas Derrick White 38 Jayson Tatum 11 Jrue Holiday 6 | Reporte Pts Reb Asts                  | Estadísticas Bam Adebayo 25 Bam Adebayo 17 Bam Adebayo 5 | Pabellón: Kaseya Center, Miami, Florida Asistencia: 19.600 espectadores Árbitros: John Goble, Courtney Kirkland, Mitchell Ervin |  |  |
| Boston lidera la serie, 3–1 |                                                              |                                       |                                                          | |  |  |
|                             |                                                              |                                       |                                                          | |  |  |

| 1 de mayo                 | Miami Heat                                               | 84–118                                | Boston Celtics                                                  | |  |  |
| 7:30 p. m.                | Parciales: 23–41, 23–27, 20–30, 18–20                    | Parciales: 23–41, 23–27, 20–30, 18–20 | Parciales: 23–41, 23–27, 20–30, 18–20                           | |  |  |
|                           | Estadísticas Bam Adebayo 23 Nikola Jović 7 Bam Adebayo 6 | Reporte Pts Reb Asts                  | Estadísticas Brown, White 25 c/u Jayson Tatum 12 Jrue Holiday 5 | Pabellón: TD Garden, Boston, Massachusetts Asistencia: 19.156 espectadores Árbitros: Marc Davis, Ben Taylor, Brian Forte |  |  |
| Boston gana la serie, 4–1 |                                                          |                                       |                                                                 | |  |  |
|                           |                                                          |                                       |                                                                 | |  |  |

| 27 de octubre de 2023 | Miami Heat | 111–119 | Boston Celtics |                                            |  |
|                       |            |         |                |                                            |  |
|                       |            | Reporte |                | Pabellón: TD Garden, Boston, Massachusetts |  |

| 25 de enero de 2024 | Boston Celtics | 143–110 | Miami Heat |                                         |  |
|                     |                |         |            |                                         |  |
|                     |                | Reporte |            | Pabellón: Kaseya Center, Miami, Florida |  |

| 11 de febrero de 2024 | Boston Celtics | 110–106 | Miami Heat |                                         |  |
|                       |                |         |            |                                         |  |
|                       |                | Reporte |            | Pabellón: Kaseya Center, Miami, Florida |  |

Esta es la séptima vez que estos equipos se enfrentan en playoffs, Miami lidera la serie con cuatro triunfos contra dos.
| 2010 | Boston Celtics | 4–1 | Miami Heat |                                           |
|      |                |     |            |                                           |
|      |                |     |            | Pabellón: 1.ª ronda Conferencia Este 2010 |

| 2011 | Miami Heat | 4–1 | Boston Celtics |                                             |
|      |            |     |                |                                             |
|      |            |     |                | Pabellón: Semifinales Conferencia Este 2011 |

| 2012 | Miami Heat | 4–3 | Boston Celtics |                                         |
|      |            |     |                |                                         |
|      |            |     |                | Pabellón: Finales Conferencia Este 2012 |

| 2020 | Boston Celtics | 2–4 | Miami Heat |                                         |
|      |                |     |            |                                         |
|      |                |     |            | Pabellón: Finales Conferencia Este 2020 |

| 2022 | Miami Heat | 3–4 | Boston Celtics |                                         |
|      |            |     |                |                                         |
|      |            |     |                | Pabellón: Finales Conferencia Este 2022 |

| 2023 | Boston Celtics | 3–4 | Miami Heat |                                         |
|      |                |     |            |                                         |
|      |                |     |            | Pabellón: Finales Conferencia Este 2023 |

#### (2) New York Knicks vs. (7) Philadelphia 76ers
| 20 de abril                   | Philadelphia 76ers                                         | 104–111                               | New York Knicks                                                | |  |  |
| 6:00 p. m.                    | Parciales: 34–25, 12–33, 36–21, 22–32                      | Parciales: 34–25, 12–33, 36–21, 22–32 | Parciales: 34–25, 12–33, 36–21, 22–32                          | |  |  |
|                               | Estadísticas Tyrese Maxey 33 Tobias Harris 9 Joel Embiid 6 | Reporte Pts Reb Asts                  | Estadísticas Brunson, Hart 22 c/u Josh Hart 13 Jalen Brunson 7 | Pabellón: Madison Square Garden, Nueva York, Nueva York Asistencia: 19.812 espectadores Árbitros: Scott Foster, Brian Forte, Sean Corbin |  |  |
| New York lidera la serie, 1–0 |                                                            |                                       |                                                                | |  |  |
|                               |                                                            |                                       |                                                                | |  |  |

| 22 de abril                   | Philadelphia 76ers                                          | 101–104                               | New York Knicks                                            | |  |  |
| 7:30 p. m.                    | Parciales: 25–18, 28–31, 21–30, 27–25                       | Parciales: 25–18, 28–31, 21–30, 27–25 | Parciales: 25–18, 28–31, 21–30, 27–25                      | |  |  |
|                               | Estadísticas Tyrese Maxey 35 Joel Embiid 11 Tyrese Maxey 10 | Reporte Pts Reb Asts                  | Estadísticas Jalen Brunson 24 Josh Hart 15 Jalen Brunson 6 | Pabellón: Madison Square Garden, Nueva York, Nueva York Asistencia: 19.812 espectadores Árbitros: John Goble, Courtney Kirkland, Gediminas Petraitis |  |  |
| New York lidera la serie, 2–0 |                                                             |                                       |                                                            | |  |  |
|                               |                                                             |                                       |                                                            | |  |  |

| 25 de abril                   | New York Knicks                                                    | 114–125                               | Philadelphia 76ers                                       | |  |  |
| 7:30 p. m.                    | Parciales: 29–27, 29–28, 27–43, 29–27                              | Parciales: 29–27, 29–28, 27–43, 29–27 | Parciales: 29–27, 29–28, 27–43, 29–27                    | |  |  |
|                               | Estadísticas Jalen Brunson 39 Mitchell Robinson 7 Jalen Brunson 13 | Reporte Pts Reb Asts                  | Estadísticas Joel Embiid 50 Joel Embiid 8 Tyrese Maxey 7 | Pabellón: Wells Fargo Center, Filadelfia, Pensilvania Asistencia: 21.116 espectadores Árbitros: Zach Zarba, James Williams, Kevin Cutler |  |  |
| New York lidera la serie, 2–1 |                                                                    |                                       |                                                          | |  |  |
|                               |                                                                    |                                       |                                                          | |  |  |

| 28 de abril                   | New York Knicks                                             | 97–92                                 | Philadelphia 76ers                                      | |  |  |
| 1:00 p. m.                    | Parciales: 17–27, 30–22, 30–27, 20–16                       | Parciales: 17–27, 30–22, 30–27, 20–16 | Parciales: 17–27, 30–22, 30–27, 20–16                   | |  |  |
|                               | Estadísticas Jalen Brunson 47 Josh Hart 17 Jalen Brunson 10 | Reporte Pts Reb Asts                  | Estadísticas Joel Embiid 27 Joel Embiid 10 Kyle Lowry 7 | Pabellón: Wells Fargo Center, Filadelfia, Pensilvania Asistencia: 21.048 espectadores Árbitros: David Guthrie, Sean Wright, Justin Van Duyne |  |  |
| New York lidera la serie, 3–1 |                                                             |                                       |                                                         | |  |  |
|                               |                                                             |                                       |                                                         | |  |  |

| 30 de abril                   | Philadelphia 76ers                                         | 112–106                                            | New York Knicks                                           | |  |  |
| 7:00 p. m.                    | Parciales: 26–17, 17–32, 26–21, 28–27 (T.E.: 15–9)         | Parciales: 26–17, 17–32, 26–21, 28–27 (T.E.: 15–9) | Parciales: 26–17, 17–32, 26–21, 28–27 (T.E.: 15–9)        | |  |  |
|                               | Estadísticas Tyrese Maxey 46 Joel Embiid 16 Joel Embiid 10 | Reporte Pts Reb Asts                               | Estadísticas Jalen Brunson 40 Josh Hart 9 Jalen Brunson 6 | Pabellón: Madison Square Garden, Nueva York, Nueva York Asistencia: 19.812 espectadores Árbitros: James Capers, Curtis Blair, Nick Buchert |  |  |
| New York lidera la serie, 3–2 |                                                            |                                                    |                                                           | |  |  |
|                               |                                                            |                                                    |                                                           | |  |  |

| 2 de mayo                   | New York Knicks                                             | 118–115                               | Philadelphia 76ers                                        | |  |  |
| 9:00 p. m.                  | Parciales: 36–22, 15–32, 32–29, 35–32                       | Parciales: 36–22, 15–32, 32–29, 35–32 | Parciales: 36–22, 15–32, 32–29, 35–32                     | |  |  |
|                             | Estadísticas Jalen Brunson 41 Josh Hart 14 Jalen Brunson 12 | Reporte Pts Reb Asts                  | Estadísticas Joel Embiid 39 Joel Embiid 13 Tyrese Maxey 5 | Pabellón: Wells Fargo Center, Filadelfia, Pensilvania Asistencia: 21.093 espectadores Árbitros: Scott Foster, Bill Kennedy, Mark Lindsay |  |  |
| New York gana la serie, 4–2 |                                                             |                                       |                                                           | |  |  |
|                             |                                                             |                                       |                                                           | |  |  |

| 5 de enero de 2024 | New York Knicks | 128–92  | Philadelphia 76ers |                                                       |  |
|                    |                 |         |                    |                                                       |  |
|                    |                 | Reporte |                    | Pabellón: Wells Fargo Center, Filadelfia, Pensilvania |  |

| 22 de febrero de 2024 | New York Knicks | 110–96  | Philadelphia 76ers |                                                       |  |
|                       |                 |         |                    |                                                       |  |
|                       |                 | Reporte |                    | Pabellón: Wells Fargo Center, Filadelfia, Pensilvania |  |

| 10 de marzo de 2024 | Philadelphia 76ers | 79–73   | New York Knicks |                                                         |  |
|                     |                    |         |                 |                                                         |  |
|                     |                    | Reporte |                 | Pabellón: Madison Square Garden, Nueva York, Nueva York |  |

| 12 de marzo de 2024 | Philadelphia 76ers | 79–106  | New York Knicks |                                                         |  |
|                     |                    |         |                 |                                                         |  |
|                     |                    | Reporte |                 | Pabellón: Madison Square Garden, Nueva York, Nueva York |  |

Esta es la novena vez que estos equipos se enfrentan en playoffs, Philadelphia lidera la serie con cinco triunfos contra tres.
| 1950 | Philadelphia 76ers | 2–1 | New York Knicks |                                      |
|      |                    |     |                 |                                      |
|      |                    |     |                 | Pabellón: Finales División Este 1950 |

| 1951 | New York Knicks | 3–2 | Philadelphia 76ers |                                      |
|      |                 |     |                    |                                      |
|      |                 |     |                    | Pabellón: Finales División Este 1951 |

| 1952 | Philadelphia 76ers | 1–3 | New York Knicks |                                      |
|      |                    |     |                 |                                      |
|      |                    |     |                 | Pabellón: Finales División Este 1952 |

| 1959 | New York Knicks | 0–2 | Philadelphia 76ers |                                        |
|      |                 |     |                    |                                        |
|      |                 |     |                    | Pabellón: Seminales División Este 1959 |

| 1968 | Philadelphia 76ers | 4–2 | New York Knicks |                                        |
|      |                    |     |                 |                                        |
|      |                    |     |                 | Pabellón: Seminales División Este 1968 |

| 1978 | Philadelphia 76ers | 4–0 | New York Knicks |                                             |
|      |                    |     |                 |                                             |
|      |                    |     |                 | Pabellón: Semifinales Conferencia Este 1978 |

| 1983 | Philadelphia 76ers | 4–0 | New York Knicks |                                             |
|      |                    |     |                 |                                             |
|      |                    |     |                 | Pabellón: Semifinales Conferencia Este 1983 |

| 1989 | New York Knicks | 3–0 | Philadelphia 76ers |                                           |
|      |                 |     |                    |                                           |
|      |                 |     |                    | Pabellón: 1.ª ronda Conferencia Este 1989 |

#### (3) Milwaukee Bucks vs. (6) Indiana Pacers
| 21 de abril                    | Indiana Pacers                                                     | 94–109                                | Milwaukee Bucks                                                   | |  |  |
| 7:30 p. m.                     | Parciales: 21–30, 21–39, 29–14, 23–26                              | Parciales: 21–30, 21–39, 29–14, 23–26 | Parciales: 21–30, 21–39, 29–14, 23–26                             | |  |  |
|                                | Estadísticas Pascal Siakam 36 Pascal Siakam 13 Tyrese Haliburton 8 | Reporte Pts Reb Asts                  | Estadísticas Damian Lillard 35 Bobby Portis 11 Patrick Beverley 8 | Pabellón: Fiserv Forum, Milwaukee, Wisconsin Asistencia: 17.341 espectadores Árbitros: Zach Zarba, Tyler Ford, Marat Kogut |  |  |
| Milwaukee lidera la serie, 1–0 |                                                                    |                                       |                                                                   | |  |  |
|                                |                                                                    |                                       |                                                                   | |  |  |

| 23 de abril         | Indiana Pacers                                                      | 125–108                               | Milwaukee Bucks                                                  | |  |  |
| 8:30 p. m.          | Parciales: 30–26, 30–29, 32–28, 33–25                               | Parciales: 30–26, 30–29, 32–28, 33–25 | Parciales: 30–26, 30–29, 32–28, 33–25                            | |  |  |
|                     | Estadísticas Pascal Siakam 37 Pascal Siakam 11 Tyrese Haliburton 12 | Reporte Pts Reb Asts                  | Estadísticas Damian Lillard 34 Bobby Portis 11 Khris Middleton 6 | Pabellón: Fiserv Forum, Milwaukee, Wisconsin Asistencia: 17.683 espectadores Árbitros: Tony Brothers, James Williams, Jacyn Goble |  |  |
| Serie empatada, 1–1 |                                                                     |                                       |                                                                  | |  |  |
|                     |                                                                     |                                       |                                                                  | |  |  |

| 26 de abril                  | Milwaukee Bucks                                                  | 118–121                                            | Indiana Pacers                                                         | |  |  |
| 5:30 p. m.                   | Parciales: 22–39, 33–28, 28–23, 28–21 (T.E.: 7–10)               | Parciales: 22–39, 33–28, 28–23, 28–21 (T.E.: 7–10) | Parciales: 22–39, 33–28, 28–23, 28–21 (T.E.: 7–10)                     | |  |  |
|                              | Estadísticas Khris Middleton 42 Bobby Portis 18 Damian Lillard 8 | Reporte Pts Reb Asts                               | Estadísticas Myles Turner 29 Tyrese Haliburton 10 Tyrese Haliburton 16 | Pabellón: Gainbridge Fieldhouse, Indianápolis, Indiana Asistencia: 17.274 espectadores Árbitros: David Guthrie, Ed Malloy, Karl Lane |  |  |
| Indiana lidera la serie, 2–1 |                                                                  |                                                    |                                                                        | |  |  |
|                              |                                                                  |                                                    |                                                                        | |  |  |

| 28 de abril                  | Milwaukee Bucks                                                | 113–126                               | Indiana Pacers                                                      | |  |  |
| 7:00 p. m.                   | Parciales: 33–33, 31–34, 21–31, 28–28                          | Parciales: 33–33, 31–34, 21–31, 28–28 | Parciales: 33–33, 31–34, 21–31, 28–28                               | |  |  |
|                              | Estadísticas Brook Lopez 27 Khris Middleton 10 Andre Jackson 7 | Reporte Pts Reb Asts                  | Estadísticas Myles Turner 29 Siakam, Turner 9 c/u Andrew Nembhard 9 | Pabellón: Gainbridge Fieldhouse, Indianápolis, Indiana Asistencia: 17.274 espectadores Árbitros: James Capers, Brian Forte, Brent Barnaky |  |  |
| Indiana lidera la serie, 3–1 |                                                                |                                       |                                                                     | |  |  |
|                              |                                                                |                                       |                                                                     | |  |  |

| 30 de abril                  | Indiana Pacers                                                     | 92–115                                | Milwaukee Bucks                                                              | |  |  |
| 9:30 p. m.                   | Parciales: 31–23, 17–30, 19–34, 25–28                              | Parciales: 31–23, 17–30, 19–34, 25–28 | Parciales: 31–23, 17–30, 19–34, 25–28                                        | |  |  |
|                              | Estadísticas Tyrese Haliburton 16 Obi Toppin 6 Tyrese Haliburton 6 | Reporte Pts Reb Asts                  | Estadísticas Middleton, Portis 29 c/u Khris Middleton 12 Patrick Beverley 12 | Pabellón: Fiserv Forum, Milwaukee, Wisconsin Asistencia: 17.341 espectadores Árbitros: Scott Foster, Sean Wright, Sean Corbin |  |  |
| Indiana lidera la serie, 3–2 |                                                                    |                                       |                                                                              | |  |  |
|                              |                                                                    |                                       |                                                                              | |  |  |

| 2 de mayo                  | Milwaukee Bucks                                                   | 98–120                                | Indiana Pacers                                               | |  |  |
| 6:30 p. m.                 | Parciales: 24–33, 23–26, 31–34, 20–27                             | Parciales: 24–33, 23–26, 31–34, 20–27 | Parciales: 24–33, 23–26, 31–34, 20–27                        | |  |  |
|                            | Estadísticas Damian Lillard 28 Bobby Portis 15 Patrick Beverley 5 | Reporte Pts Reb Asts                  | Estadísticas Obi Toppin 21 Obi Toppin 8 Tyrese Haliburton 10 | Pabellón: Gainbridge Fieldhouse, Indianápolis, Indiana Asistencia: 17.274 espectadores Árbitros: Tony Brothers, Courtney Kirkland, Justin Van Duyne |  |  |
| Indiana gana la serie, 4–2 |                                                                   |                                       |                                                              | |  |  |
|                            |                                                                   |                                       |                                                              | |  |  |

| 9 de noviembre de 2023 | Milwaukee Bucks | 124–126 | Indiana Pacers |                                                        |  |
|                        |                 |         |                |                                                        |  |
|                        |                 | Reporte |                | Pabellón: Gainbridge Fieldhouse, Indianápolis, Indiana |  |

| 7 de diciembre de 2023                                                       | Indiana Pacers | 128–119 | Milwaukee Bucks |                                             |  |  |
|                                                                              |                |         |                 |                                             |  |  |
|                                                                              |                | Reporte |                 | Pabellón: T-Mobile Arena, Las Vegas, Nevada |  |  |
| Partido correspondiente a las semifinales del NBA In-Season Tournament 2023. |                |         |                 |                                             |  |  |
|                                                                              |                |         |                 |                                             |  |  |

| 13 de diciembre de 2023 | Indiana Pacers | 126–140 | Milwaukee Bucks |                                              |  |
|                         |                |         |                 |                                              |  |
|                         |                | Reporte |                 | Pabellón: Fiserv Forum, Milwaukee, Wisconsin |  |

| 1 de enero de 2024 | Indiana Pacers | 122–113 | Milwaukee Bucks |                                              |  |
|                    |                |         |                 |                                              |  |
|                    |                | Reporte |                 | Pabellón: Fiserv Forum, Milwaukee, Wisconsin |  |

| 3 de enero de 2024 | Milwaukee Bucks | 130–142 | Indiana Pacers |                                                        |  |
|                    |                 |         |                |                                                        |  |
|                    |                 | Reporte |                | Pabellón: Gainbridge Fieldhouse, Indianápolis, Indiana |  |

Esta es la tercera vez que estos equipos se enfrentan en playoffs, Indiana ganó todos los enfrentamientos previos.
| 1999 | Indiana Pacers | 3–0 | Milwaukee Bucks |                                           |
|      |                |     |                 |                                           |
|      |                |     |                 | Pabellón: 1.ª ronda Conferencia Este 1999 |

| 2000 | Indiana Pacers | 3–2 | Milwaukee Bucks |                                           |
|      |                |     |                 |                                           |
|      |                |     |                 | Pabellón: 1.ª ronda Conferencia Este 2000 |

#### (4) Cleveland Cavaliers vs. (5) Orlando Magic
| 20 de abril                    | Orlando Magic                                                          | 83–97                                 | Cleveland Cavaliers                                                | |  |  |
| 1:00 p. m.                     | Parciales: 26–33, 15–20, 17–20, 25–24                                  | Parciales: 26–33, 15–20, 17–20, 25–24 | Parciales: 26–33, 15–20, 17–20, 25–24                              | |  |  |
|                                | Estadísticas Paolo Banchero 24 Banchero, Wagner 7 c/u Paolo Banchero 5 | Reporte Pts Reb Asts                  | Estadísticas Donovan Mitchell 30 Jarrett Allen 18 Darius Garland 8 | Pabellón: Rocket Mortgage FieldHouse, Cleveland, Ohio Asistencia: 19.432 espectadores Árbitros: James Williams, Mark Lindsay, Pat Fraher |  |  |
| Cleveland lidera la serie, 1–0 |                                                                        |                                       |                                                                    | |  |  |
|                                |                                                                        |                                       |                                                                    | |  |  |

| 22 de abril                    | Orlando Magic                                               | 86–96                                 | Cleveland Cavaliers                                                              | |  |  |
| 7:00 p. m.                     | Parciales: 18–30, 26–28, 21–22, 21–16                       | Parciales: 18–30, 26–28, 21–22, 21–16 | Parciales: 18–30, 26–28, 21–22, 21–16                                            | |  |  |
|                                | Estadísticas Paolo Banchero 21 Franz Wagner 7 Jalen Suggs 5 | Reporte Pts Reb Asts                  | Estadísticas Donovan Mitchell 23 Jarrett Allen 20 Garland, Mitchell, Strus 4 c/u | Pabellón: Rocket Mortgage FieldHouse, Cleveland, Ohio Asistencia: 19.432 espectadores Árbitros: James Capers, Ben Taylor, Brent Barnaky |  |  |
| Cleveland lidera la serie, 2–0 |                                                             |                                       |                                                                                  | |  |  |
|                                |                                                             |                                       |                                                                                  | |  |  |

| 25 de abril                    | Cleveland Cavaliers                                                  | 83–121                                | Orlando Magic                                                   | |  |  |
| 7:00 p. m.                     | Parciales: 21–31, 24–30, 16–35, 22–25                                | Parciales: 21–31, 24–30, 16–35, 22–25 | Parciales: 21–31, 24–30, 16–35, 22–25                           | |  |  |
|                                | Estadísticas Allen, LeVert 15 c/u Jarrett Allen 8 Donovan Mitchell 7 | Reporte Pts Reb Asts                  | Estadísticas Paolo Banchero 31 Paolo Banchero 14 Franz Wagner 8 | Pabellón: Kia Center, Orlando, Florida Asistencia: 18.846 espectadores Árbitros: Scott Foster, Curtis Blair, Ashley Moyer-Gleich |  |  |
| Cleveland lidera la serie, 2–1 |                                                                      |                                       |                                                                 | |  |  |
|                                |                                                                      |                                       |                                                                 | |  |  |

| 27 de abril         | Cleveland Cavaliers                                                       | 89–112                                | Orlando Magic                                                 | |  |  |
| 1:00 p. m.          | Parciales: 23–22, 37–29, 10–37, 19–24                                     | Parciales: 23–22, 37–29, 10–37, 19–24 | Parciales: 23–22, 37–29, 10–37, 19–24                         | |  |  |
|                     | Estadísticas Jarrett Allen 21 Allen, Mobley 9 c/u Garland, Mitchell 6 c/u | Reporte Pts Reb Asts                  | Estadísticas Franz Wagner 34 Franz Wagner 13 Paolo Banchero 5 | Pabellón: Kia Center, Orlando, Florida Asistencia: 18.933 espectadores Árbitros: John Goble, Courtney Kirkland, Kevin Cutler |  |  |
| Serie empatada, 2–2 |                                                                           |                                       |                                                               | |  |  |
|                     |                                                                           |                                       |                                                               | |  |  |

| 30 de abril                    | Orlando Magic                                                   | 103–104                               | Cleveland Cavaliers                                                  | |  |  |
| 8:00 p. m.                     | Parciales: 23–33, 24–15, 23–27, 33–29                           | Parciales: 23–33, 24–15, 23–27, 33–29 | Parciales: 23–33, 24–15, 23–27, 33–29                                | |  |  |
|                                | Estadísticas Paolo Banchero 39 Wendell Carter 11 Franz Wagner 6 | Reporte Pts Reb Asts                  | Estadísticas Donovan Mitchell 28 Evan Mobley 13 Garland, Strus 5 c/u | Pabellón: Rocket Mortgage FieldHouse, Cleveland, Ohio Asistencia: 19.432 espectadores Árbitros: Tony Brothers, Tyler Ford, Karl Lane |  |  |
| Cleveland lidera la serie, 3–2 |                                                                 |                                       |                                                                      | |  |  |
|                                |                                                                 |                                       |                                                                      | |  |  |

| 3 de mayo           | Cleveland Cavaliers                                                   | 96–103                                | Orlando Magic                                                                   | |  |  |
| 7:00 p. m.          | Parciales: 25–29, 24–24, 29–20, 18–30                                 | Parciales: 25–29, 24–24, 29–20, 18–30 | Parciales: 25–29, 24–24, 29–20, 18–30                                           | |  |  |
|                     | Estadísticas Donovan Mitchell 50 Morris, Strus 8 c/u Darius Garland 5 | Reporte Pts Reb Asts                  | Estadísticas Paolo Banchero 27 Carter, Isaac 9 c/u Banchero, Fultz, Suggs 4 c/u | Pabellón: Kia Center, Orlando, Florida Asistencia: 19.193 espectadores Árbitros: Marc Davis, Josh Tiven, Gediminas Petraitis |  |  |
| Serie empatada, 3–3 |                                                                       |                                       |                                                                                 | |  |  |
|                     |                                                                       |                                       |                                                                                 | |  |  |

| 5 de mayo                    | Orlando Magic                                                   | 94–106                                | Cleveland Cavaliers                                                | |  |  |
| 1:00 p. m.                   | Parciales: 24–18, 29–25, 15–33, 26–30                           | Parciales: 24–18, 29–25, 15–33, 26–30 | Parciales: 24–18, 29–25, 15–33, 26–30                              | |  |  |
|                              | Estadísticas Paolo Banchero 38 Paolo Banchero 16 Franz Wagner 6 | Reporte Pts Reb Asts                  | Estadísticas Donovan Mitchell 39 Evan Mobley 16 Donovan Mitchell 5 | Pabellón: Rocket Mortgage FieldHouse, Cleveland, Ohio Asistencia: 19.432 espectadores Árbitros: John Goble, Bill Kennedy, Kevin Scott |  |  |
| Cleveland gana la serie, 4–3 |                                                                 |                                       |                                                                    | |  |  |
|                              |                                                                 |                                       |                                                                    | |  |  |

| 6 de diciembre de 2023 | Orlando Magic | 111–121 | Cleveland Cavaliers |                                                       |  |
|                        |               |         |                     |                                                       |  |
|                        |               | Reporte |                     | Pabellón: Rocket Mortgage FieldHouse, Cleveland, Ohio |  |

| 11 de diciembre de 2023 | Cleveland Cavaliers | 94–104  | Orlando Magic |                                          |  |
|                         |                     |         |               |                                          |  |
|                         |                     | Reporte |               | Pabellón: Amway Center, Orlando, Florida |  |

| 22 de enero de 2024 | Cleveland Cavaliers | 126–99  | Orlando Magic |                                        |  |
|                     |                     |         |               |                                        |  |
|                     |                     | Reporte |               | Pabellón: Kia Center, Orlando, Florida |  |

| 22 de febrero de 2024 | Orlando Magic | 116–109 | Cleveland Cavaliers |                                                       |  |
|                       |               |         |                     |                                                       |  |
|                       |               | Reporte |                     | Pabellón: Rocket Mortgage FieldHouse, Cleveland, Ohio |  |

Esta es apenas la segunda vez que estos equipos se enfrentan en playoffs. La única serie en la que se habían visto las caras fue ganada por Orlando.
| \| 2009 \| Cleveland Cavaliers \| 2–4 \| Orlando Magic \| \| \| \| \| \| \| \| \| \| \| \| \| Pabellón: Finales Conferencia Este 2009 \| |                     |     |               |                                         |
| 2009 | Cleveland Cavaliers | 2–4 | Orlando Magic |                                         |
| |                     |     |               |                                         |
| |                     |     |               | Pabellón: Finales Conferencia Este 2009 |

### Semifinales de Conferencia

#### (1) Boston Celtics vs. (4) Cleveland Cavaliers
| 7 de mayo                   | Cleveland Cavaliers                                                     | 95–120                                | Boston Celtics                                                  | |  |  |
| 7:00 p. m.                  | Parciales: 34–40, 15–19, 28–33, 18–28                                   | Parciales: 34–40, 15–19, 28–33, 18–28 | Parciales: 34–40, 15–19, 28–33, 18–28                           | |  |  |
|                             | Estadísticas Donovan Mitchell 33 Evan Mobley 13 Garland, Mitchell 5 c/u | Reporte Pts Reb Asts                  | Estadísticas Jaylen Brown 32 Jayson Tatum 11 Tatum, White 5 c/u | Pabellón: TD Garden, Boston, Massachusetts Asistencia: 19.156 espectadores Árbitros: Scott Foster, Curtis Blair, Mitchell Ervin |  |  |
| Boston lidera la serie, 1–0 |                                                                         |                                       |                                                                 | |  |  |
|                             |                                                                         |                                       |                                                                 | |  |  |

| 9 de mayo           | Cleveland Cavaliers                                                | 118–94                                | Boston Celtics                                             | |  |  |
| 7:00 p. m.          | Parciales: 30–24, 24–30, 36–24, 28–16                              | Parciales: 30–24, 24–30, 36–24, 28–16 | Parciales: 30–24, 24–30, 36–24, 28–16                      | |  |  |
|                     | Estadísticas Donovan Mitchell 29 Evan Mobley 10 Donovan Mitchell 8 | Reporte Pts Reb Asts                  | Estadísticas Jayson Tatum 25 Jayson Tatum 7 Jayson Tatum 6 | Pabellón: TD Garden, Boston, Massachusetts Asistencia: 19.156 espectadores Árbitros: John Goble, Bill Kennedy, Nick Buchert |  |  |
| Serie empatada, 1–1 |                                                                    |                                       |                                                            | |  |  |
|                     |                                                                    |                                       |                                                            | |  |  |

| 11 de mayo                  | Boston Celtics                                              | 106–93                                | Cleveland Cavaliers                                             | |  |  |
| 8:30 p. m.                  | Parciales: 30–28, 27–20, 27–21, 22–24                       | Parciales: 30–28, 27–20, 27–21, 22–24 | Parciales: 30–28, 27–20, 27–21, 22–24                           | |  |  |
|                             | Estadísticas Jayson Tatum 33 Jayson Tatum 13 Jayson Tatum 6 | Reporte Pts Reb Asts                  | Estadísticas Donovan Mitchell 33 Evan Mobley 8 Darius Garland 6 | Pabellón: Rocket Mortgage FieldHouse, Cleveland, Ohio Asistencia: 19.432 espectadores Árbitros: Zach Zarba, James Williams, Mark Lindsay |  |  |
| Boston lidera la serie, 2–1 |                                                             |                                       |                                                                 | |  |  |
|                             |                                                             |                                       |                                                                 | |  |  |

| 13 de mayo                  | Boston Celtics                                                    | 109–102                               | Cleveland Cavaliers                                               | |  |  |
| 7:00 p. m.                  | Parciales: 37–30, 25–27, 26–21, 21–24                             | Parciales: 37–30, 25–27, 26–21, 21–24 | Parciales: 37–30, 25–27, 26–21, 21–24                             | |  |  |
|                             | Estadísticas Jayson Tatum 33 Jayson Tatum 11 Holiday, Tatum 5 c/u | Reporte Pts Reb Asts                  | Estadísticas Darius Garland 30 Evan Mobley 9 Garland, Strus 7 c/u | Pabellón: Rocket Mortgage FieldHouse, Cleveland, Ohio Asistencia: 19.432 espectadores Árbitros: Marc Davis, Courtney Kirkland, Tyler Ford |  |  |
| Boston lidera la serie, 3–1 |                                                                   |                                       |                                                                   | |  |  |
|                             |                                                                   |                                       |                                                                   | |  |  |

| 15 de mayo                | Cleveland Cavaliers                                                  | 98–113                                | Boston Celtics                                            | |  |  |
| 7:00 p. m.                | Parciales: 28–28, 24–30, 26–27, 20–28                                | Parciales: 28–28, 24–30, 26–27, 20–28 | Parciales: 28–28, 24–30, 26–27, 20–28                     | |  |  |
|                           | Estadísticas Evan Mobley 33 Mobley, Strus 7 c/u Garland, Strus 9 c/u | Reporte Pts Reb Asts                  | Estadísticas Jayson Tatum 25 Al Horford 15 Jayson Tatum 9 | Pabellón: TD Garden, Boston, Massachusetts Asistencia: 19.156 espectadores Árbitros: Tony Brothers, David Guthrie, Ben Taylor |  |  |
| Boston gana la serie, 4–1 |                                                                      |                                       |                                                           | |  |  |
|                           |                                                                      |                                       |                                                           | |  |  |

| 12 de diciembre de 2023 | Cleveland Cavaliers | 113–120 | Boston Celtics |                                            |  |
|                         |                     |         |                |                                            |  |
|                         |                     | Reporte |                | Pabellón: TD Garden, Boston, Massachusetts |  |

| 14 de diciembre de 2023 | Cleveland Cavaliers | 107–116 | Boston Celtics |                                            |  |
|                         |                     |         |                |                                            |  |
|                         |                     | Reporte |                | Pabellón: TD Garden, Boston, Massachusetts |  |

| 5 de marzo de 2024 | Boston Celtics | 104–105 | Cleveland Cavaliers |                                                       |  |
|                    |                |         |                     |                                                       |  |
|                    |                | Reporte |                     | Pabellón: Rocket Mortgage FieldHouse, Cleveland, Ohio |  |

Esta es la novena vez que estos equipos se enfrentan en playoffs, con cuatro series ganadas por ambos conjuntos anteriormente.
| 1976 | Boston Celtics | 4–2 | Cleveland Cavaliers |                                         |
|      |                |     |                     |                                         |
|      |                |     |                     | Pabellón: Finales Conferencia Este 1976 |

| 1985 | Boston Celtics | 3–1 | Cleveland Cavaliers |                                           |
|      |                |     |                     |                                           |
|      |                |     |                     | Pabellón: 1.ª ronda Conferencia Este 1985 |

| 1992 | Boston Celtics | 3–4 | Cleveland Cavaliers |                                             |
|      |                |     |                     |                                             |
|      |                |     |                     | Pabellón: Semifinales Conferencia Este 1992 |

| 2008 | Boston Celtics | 4–3 | Cleveland Cavaliers |                                             |
|      |                |     |                     |                                             |
|      |                |     |                     | Pabellón: Semifinales Conferencia Este 2008 |

| 2010 | Cleveland Cavaliers | 2–4 | Boston Celtics |                                             |
|      |                     |     |                |                                             |
|      |                     |     |                | Pabellón: Semifinales Conferencia Este 2010 |

| 2015 | Cleveland Cavaliers | 4–0 | Boston Celtics |                                           |
|      |                     |     |                |                                           |
|      |                     |     |                | Pabellón: 1.ª ronda Conferencia Este 2015 |

| 2017 | Boston Celtics | 1–4 | Cleveland Cavaliers |                                         |
|      |                |     |                     |                                         |
|      |                |     |                     | Pabellón: Finales Conferencia Este 2017 |

| 2018 | Boston Celtics | 3–4 | Cleveland Cavaliers |                                         |
|      |                |     |                     |                                         |
|      |                |     |                     | Pabellón: Finales Conferencia Este 2018 |

#### (2) New York Knicks vs. (6) Indiana Pacers
| 6 de mayo                     | Indiana Pacers                                                                 | 117–121                               | New York Knicks                                        | |  |  |
| 7:30 p. m.                    | Parciales: 24–27, 31–22, 32–33, 30–39                                          | Parciales: 24–27, 31–22, 32–33, 30–39 | Parciales: 24–27, 31–22, 32–33, 30–39                  | |  |  |
|                               | Estadísticas Myles Turner 23 Nesmith, Siakam, Toppin 6 c/u Tyrese Haliburton 8 | Reporte Pts Reb Asts                  | Estadísticas Jalen Brunson 43 Josh Hart 13 Josh Hart 8 | Pabellón: Madison Square Garden, Nueva York, Nueva York Asistencia: 19.812 espectadores Árbitros: Zach Zarba, Tyler Ford, Sean Wright |  |  |
| New York lidera la serie, 1–0 |                                                                                |                                       |                                                        | |  |  |
|                               |                                                                                |                                       |                                                        | |  |  |

| 8 de mayo                     | Indiana Pacers                                                       | 121–130                               | New York Knicks                                                 | |  |  |
| 8:00 p. m.                    | Parciales: 36–36, 37–27, 18–36, 30–31                                | Parciales: 36–36, 37–27, 18–36, 30–31 | Parciales: 36–36, 37–27, 18–36, 30–31                           | |  |  |
|                               | Estadísticas Tyrese Haliburton 34 Pascal Siakam 9 T. J. McConnell 12 | Reporte Pts Reb Asts                  | Estadísticas Jalen Brunson 29 Josh Hart 15 Isaiah Hartenstein 8 | Pabellón: Madison Square Garden, Nueva York, Nueva York Asistencia: 19.812 espectadores Árbitros: Marc Davis, Josh Tiven, JB DeRosa |  |  |
| New York lidera la serie, 2–0 |                                                                      |                                       |                                                                 | |  |  |
|                               |                                                                      |                                       |                                                                 | |  |  |

| 10 de mayo                    | New York Knicks                                               | 106–111                               | Indiana Pacers                                                        | |  |  |
| 7:00 p. m.                    | Parciales: 20–29, 38–34, 32–22, 16–26                         | Parciales: 20–29, 38–34, 32–22, 16–26 | Parciales: 20–29, 38–34, 32–22, 16–26                                 | |  |  |
|                               | Estadísticas Donte DiVincenzo 35 Josh Hart 18 Jalen Brunson 6 | Reporte Pts Reb Asts                  | Estadísticas Tyrese Haliburton 35 Myles Turner 10 Tyrese Haliburton 7 | Pabellón: Gainbridge Fieldhouse, Indianápolis, Indiana Asistencia: 17.274 espectadores Árbitros: James Capers, Kevin Scott, Brent Barnaky |  |  |
| New York lidera la serie, 2–1 |                                                               |                                       |                                                                       | |  |  |
|                               |                                                               |                                       |                                                                       | |  |  |

| 12 de mayo          | New York Knicks                                                | 89–121                                | Indiana Pacers                                                        | |  |  |
| 3:30 p. m.          | Parciales: 14–34, 27–35, 22–32, 26–20                          | Parciales: 14–34, 27–35, 22–32, 26–20 | Parciales: 14–34, 27–35, 22–32, 26–20                                 | |  |  |
|                     | Estadísticas Alec Burks 20 Achiuwa, Sims 6 c/u Jalen Brunson 5 | Reporte Pts Reb Asts                  | Estadísticas Tyrese Haliburton 20 Aaron Nesmith 12 T. J. McConnell 10 | Pabellón: Gainbridge Fieldhouse, Indianápolis, Indiana Asistencia: 17.274 espectadores Árbitros: Tony Brothers, Ben Taylor, Ed Malloy |  |  |
| Serie empatada, 2–2 |                                                                |                                       |                                                                       | |  |  |
|                     |                                                                |                                       |                                                                       | |  |  |

| 14 de mayo                    | Indiana Pacers                                                            | 91–121                                | New York Knicks                                                     | |  |  |
| 8:00 p. m.                    | Parciales: 32–38, 22–31, 21–27, 16–25                                     | Parciales: 32–38, 22–31, 21–27, 16–25 | Parciales: 32–38, 22–31, 21–27, 16–25                               | |  |  |
|                               | Estadísticas Pascal Siakam 22 Pascal Siakam 8 Haliburton, McConnell 5 c/u | Reporte Pts Reb Asts                  | Estadísticas Jalen Brunson 44 Isaiah Hartenstein 17 Jalen Brunson 7 | Pabellón: Madison Square Garden, Nueva York, Nueva York Asistencia: 19.812 espectadores Árbitros: Scott Foster, James Williams, Gediminas Petraitis |  |  |
| New York lidera la serie, 3–2 |                                                                           |                                       |                                                                     | |  |  |
|                               |                                                                           |                                       |                                                                     | |  |  |

| 17 de mayo          | New York Knicks                                                        | 103–116                               | Indiana Pacers                                                   | |  |  |
| 8:30 p. m.          | Parciales: 30–29, 21–32, 24–27, 28–28                                  | Parciales: 30–29, 21–32, 24–27, 28–28 | Parciales: 30–29, 21–32, 24–27, 28–28                            | |  |  |
|                     | Estadísticas Jalen Brunson 31 Achiuwa, Hart 8 c/u Isaiah Hartenstein 6 | Reporte Pts Reb Asts                  | Estadísticas Pascal Siakam 25 Myles Turner 8 Tyrese Haliburton 9 | Pabellón: Gainbridge Fieldhouse, Indianápolis, Indiana Asistencia: 17.274 espectadores Árbitros: Zach Zarba, John Goble, David Guthrie |  |  |
| Serie empatada, 3–3 |                                                                        |                                       |                                                                  | |  |  |
|                     |                                                                        |                                       |                                                                  | |  |  |

| 19 de mayo                 | Indiana Pacers                                                                       | 130–109                               | New York Knicks                                                          | |  |  |
| 3:30 p. m.                 | Parciales: 39–27, 31–28, 31–29, 29–25                                                | Parciales: 39–27, 31–28, 31–29, 29–25 | Parciales: 39–27, 31–28, 31–29, 29–25                                    | |  |  |
|                            | Estadísticas Tyrese Haliburton 26 Nembhard, Sheppard, Turner 5 c/u T. J. McConnell 7 | Reporte Pts Reb Asts                  | Estadísticas Donte DiVincenzo 39 Hart, Hartenstein 8 c/u Jalen Brunson 9 | Pabellón: Madison Square Garden, Nueva York, Nueva York Asistencia: 19.812 espectadores Árbitros: Marc Davis, James Capers, Bill Kennedy |  |  |
| Indiana gana la serie, 4–3 |                                                                                      |                                       |                                                                          | |  |  |
|                            |                                                                                      |                                       |                                                                          | |  |  |

| 30 de diciembre de 2023 | New York Knicks | 126–140 | Indiana Pacers |                                                        |  |
|                         |                 |         |                |                                                        |  |
|                         |                 | Reporte |                | Pabellón: Gainbridge Fieldhouse, Indianápolis, Indiana |  |

| 1 de febrero de 2024 | Indiana Pacers | 105–109 | New York Knicks |  |
|                      |                |         |                 |  |
|                      |                | Reporte |                 |  |

| 10 de febrero de 2024 | Indiana Pacers | 125–111 | New York Knicks |                                                         |  |
|                       |                |         |                 |                                                         |  |
|                       |                | Reporte |                 | Pabellón: Madison Square Garden, Nueva York, Nueva York |  |

Esta es la octava vez que estos equipos se enfrentan en playoffs, Indiana lidera la serie con cuatro triunfos contra tres.
| 1993 | New York Knicks | 3–1 | Indiana Pacers |                                           |
|      |                 |     |                |                                           |
|      |                 |     |                | Pabellón: 1.ª ronda Conferencia Este 1993 |

| 1994 | New York Knicks | 4–3 | Indiana Pacers |                                         |
|      |                 |     |                |                                         |
|      |                 |     |                | Pabellón: Finales Conferencia Este 1994 |

| 1995 | Indiana Pacers | 4–3 | New York Knicks |                                             |
|      |                |     |                 |                                             |
|      |                |     |                 | Pabellón: Semifinales Conferencia Este 1995 |

| 1998 | Indiana Pacers | 4–1 | New York Knicks |                                             |
|      |                |     |                 |                                             |
|      |                |     |                 | Pabellón: Semifinales Conferencia Este 1998 |

| 1999 | Indiana Pacers | 2–4 | New York Knicks |                                         |
|      |                |     |                 |                                         |
|      |                |     |                 | Pabellón: Finales Conferencia Este 1999 |

| 2000 | Indiana Pacers | 4–2 | New York Knicks |                                         |
|      |                |     |                 |                                         |
|      |                |     |                 | Pabellón: Finales Conferencia Este 2000 |

| 2013 | New York Knicks | 2–4 | Indiana Pacers |                                             |
|      |                 |     |                |                                             |
|      |                 |     |                | Pabellón: Semifinales Conferencia Este 2013 |

### Finales de Conferencia

#### (1) Boston Celtics vs. (6) Indiana Pacers
| 21 de mayo                  | Indiana Pacers                                                          | 128–133                                             | Boston Celtics                                               | |  |  |
| 8:00 p. m.                  | Parciales: 31–34, 33–30, 29–30, 24–23 (T.E.: 11–16)                     | Parciales: 31–34, 33–30, 29–30, 24–23 (T.E.: 11–16) | Parciales: 31–34, 33–30, 29–30, 24–23 (T.E.: 11–16)          | |  |  |
|                             | Estadísticas Tyrese Haliburton 25 Pascal Siakam 12 Tyrese Haliburton 10 | Reporte Pts Reb Asts                                | Estadísticas Jayson Tatum 36 Jayson Tatum 12 Derrick White 9 | Pabellón: TD Garden, Boston, Massachusetts Asistencia: 19.156 espectadores Árbitros: Tony Brothers, David Guthrie, Tyler Ford |  |  |
| Boston lidera la serie, 1–0 |                                                                         |                                                     |                                                              | |  |  |
|                             |                                                                         |                                                     |                                                              | |  |  |

| 23 de mayo                  | Indiana Pacers                                                                     | 110–126                               | Boston Celtics                                             | |  |  |
| 8:00 p. m.                  | Parciales: 27–25, 24–32, 29–36, 30–33                                              | Parciales: 27–25, 24–32, 29–36, 30–33 | Parciales: 27–25, 24–32, 29–36, 30–33                      | |  |  |
|                             | Estadísticas Pascal Siakam 28 Jackson, McConnell, Siakam 5 c/u Tyrese Haliburton 8 | Reporte Pts Reb Asts                  | Estadísticas Jaylen Brown 40 Al Horford 10 Jrue Holiday 10 | Pabellón: TD Garden, Boston, Massachusetts Asistencia: 19.156 espectadores Árbitros: Scott Foster, James Williams, Sean Wright |  |  |
| Boston lidera la serie, 2–0 |                                                                                    |                                       |                                                            | |  |  |
|                             |                                                                                    |                                       |                                                            | |  |  |

| 25 de mayo                  | Boston Celtics                                              | 114–111                               | Indiana Pacers                                                    | |  |  |
| 8:30 p. m.                  | Parciales: 32–31, 25–38, 24–21, 33–21                       | Parciales: 32–31, 25–38, 24–21, 33–21 | Parciales: 32–31, 25–38, 24–21, 33–21                             | |  |  |
|                             | Estadísticas Jayson Tatum 36 Jayson Tatum 10 Jayson Tatum 8 | Reporte Pts Reb Asts                  | Estadísticas Andrew Nembhard 32 Myles Turner 10 Andrew Nembhard 9 | Pabellón: Gainbridge Fieldhouse, Indianápolis, Indiana Asistencia: 17.274 espectadores Árbitros: Marc Davis, John Goble, Courtney Kirkland |  |  |
| Boston lidera la serie, 3–0 |                                                             |                                       |                                                                   | |  |  |
|                             |                                                             |                                       |                                                                   | |  |  |

| 27 de mayo                | Boston Celtics                                              | 105–102                               | Indiana Pacers                                                      | |  |  |
| 8:00 p. m.                | Parciales: 29–27, 29–30, 22–26, 25–19                       | Parciales: 29–27, 29–30, 22–26, 25–19 | Parciales: 29–27, 29–30, 22–26, 25–19                               | |  |  |
|                           | Estadísticas Jaylen Brown 29 Jayson Tatum 13 Jayson Tatum 8 | Reporte Pts Reb Asts                  | Estadísticas Andrew Nembhard 24 Pascal Siakam 10 Andrew Nembhard 10 | Pabellón: Gainbridge Fieldhouse, Indianápolis, Indiana Asistencia: 17.274 espectadores Árbitros: Zach Zarba, James Capers, Pat Fraher |  |  |
| Boston gana la serie, 4–0 |                                                             |                                       |                                                                     | |  |  |
|                           |                                                             |                                       |                                                                     | |  |  |

| 1 de noviembre de 2023 | Indiana Pacers | 104–155 | Boston Celtics |                                            |  |
|                        |                |         |                |                                            |  |
|                        |                | Reporte |                | Pabellón: TD Garden, Boston, Massachusetts |  |

| 4 de diciembre de 2023                                                            | Boston Celtics | 112–122 | Indiana Pacers |                                                        |  |  |
|                                                                                   |                |         |                |                                                        |  |  |
|                                                                                   |                | Reporte |                | Pabellón: Gainbridge Fieldhouse, Indianápolis, Indiana |  |  |
| Partido correspondiente a los cuartos de final del NBA In-Season Tournament 2023. |                |         |                |                                                        |  |  |
|                                                                                   |                |         |                |                                                        |  |  |

| 6 de enero de 2024 | Boston Celtics | 118–101 | Indiana Pacers |                                                        |  |
|                    |                |         |                |                                                        |  |
|                    |                | Reporte |                | Pabellón: Gainbridge Fieldhouse, Indianápolis, Indiana |  |

| 8 de enero de 2024 | Boston Celtics | 131–133 | Indiana Pacers |                                                        |  |
|                    |                |         |                |                                                        |  |
|                    |                | Reporte |                | Pabellón: Gainbridge Fieldhouse, Indianápolis, Indiana |  |

| 30 de enero de 2024 | Indiana Pacers | 124–129 | Boston Celtics |                                            |  |
|                     |                |         |                |                                            |  |
|                     |                | Reporte |                | Pabellón: TD Garden, Boston, Massachusetts |  |

Esta es la séptima vez que estos equipos se enfrentan en playoffs, Boston lidera la serie con cuatro triunfos contra dos.
| 1991 | Boston Celtics | 3–2 | Indiana Pacers |                                           |
|      |                |     |                |                                           |
|      |                |     |                | Pabellón: 1.ª ronda Conferencia Este 1991 |

| 1992 | Boston Celtics | 3–0 | Indiana Pacers |                                           |
|      |                |     |                |                                           |
|      |                |     |                | Pabellón: 1.ª ronda Conferencia Este 1992 |

| 2003 | Indiana Pacers | 2–4 | Boston Celtics |                                           |
|      |                |     |                |                                           |
|      |                |     |                | Pabellón: 1.ª ronda Conferencia Este 2003 |

| 2004 | Indiana Pacers | 4–0 | Boston Celtics |                                           |
|      |                |     |                |                                           |
|      |                |     |                | Pabellón: 1.ª ronda Conferencia Este 2004 |

| 2005 | Boston Celtics | 3–4 | Indiana Pacers |                                           |
|      |                |     |                |                                           |
|      |                |     |                | Pabellón: 1.ª ronda Conferencia Este 2005 |

| 2019 | Boston Celtics | 4–0 | Indiana Pacers |                                           |
|      |                |     |                |                                           |
|      |                |     |                | Pabellón: 1.ª ronda Conferencia Este 2019 |

## Conferencia Oeste

### Primera ronda

#### (1) Oklahoma City Thunder vs. (8) New Orleans Pelicans
| 21 de abril                        | New Orleans Pelicans                                                  | 92–94                                 | Oklahoma City Thunder                                                                       | |  |  |
| 9:30 p. m.                         | Parciales: 17–17, 26–26, 25–31, 24–20                                 | Parciales: 17–17, 26–26, 25–31, 24–20 | Parciales: 17–17, 26–26, 25–31, 24–20                                                       | |  |  |
|                                    | Estadísticas Trey Murphy III 21 Jonas Valančiūnas 20 C. J. McCollum 6 | Reporte Pts Reb Asts                  | Estadísticas Shai Gilgeous-Alexander 28 Chet Holmgren 11 Gilgeous-Alexander, Williams 4 c/u | Pabellón: Paycom Center, Oklahoma City, Oklahoma Asistencia: 18.203 espectadores Árbitros: Tony Brothers, Kevin Scott, JT Orr |  |  |
| Oklahoma City lidera la serie, 1–0 |                                                                       |                                       |                                                                                             | |  |  |
|                                    |                                                                       |                                       |                                                                                             | |  |  |

| 24 de abril                        | New Orleans Pelicans                                                   | 92–124                                | Oklahoma City Thunder                                                    | |  |  |
| 9:30 p. m.                         | Parciales: 22–35, 28–28, 24–29, 18–32                                  | Parciales: 22–35, 28–28, 24–29, 18–32 | Parciales: 22–35, 28–28, 24–29, 18–32                                    | |  |  |
|                                    | Estadísticas Jonas Valančiūnas 19 Jonas Valančiūnas 7 C. J. McCollum 4 | Reporte Pts Reb Asts                  | Estadísticas Shai Gilgeous-Alexander 33 Chet Holmgren 7 Jalen Williams 7 | Pabellón: Paycom Center, Oklahoma City, Oklahoma Asistencia: 18.203 espectadores Árbitros: James Capers, Tyler Ford, Pat Fraher |  |  |
| Oklahoma City lidera la serie, 2–0 |                                                                        |                                       |                                                                          | |  |  |
|                                    |                                                                        |                                       |                                                                          | |  |  |

| 27 de abril                        | Oklahoma City Thunder                                                              | 106–85                                | New Orleans Pelicans                                               | |  |  |
| 3:30 p. m.                         | Parciales: 23–19, 37–27, 25–23, 21–16                                              | Parciales: 23–19, 37–27, 25–23, 21–16 | Parciales: 23–19, 37–27, 25–23, 21–16                              | |  |  |
|                                    | Estadísticas Shai Gilgeous-Alexander 24 Jalen Williams 9 Shai Gilgeous-Alexander 8 | Reporte Pts Reb Asts                  | Estadísticas Brandon Ingram 19 Larry Nance Jr. 13 C. J. McCollum 7 | Pabellón: Smoothie King Center, Nueva Orleans, Luisiana Asistencia: 18.659 espectadores Árbitros: Marc Davis, Mitchell Ervin, Gediminas Petraitis |  |  |
| Oklahoma City lidera la serie, 3–0 |                                                                                    |                                       |                                                                    | |  |  |
|                                    |                                                                                    |                                       |                                                                    | |  |  |

| 29 de abril                      | Oklahoma City Thunder                                                                       | 97–89                                 | New Orleans Pelicans                                                 | |  |  |
| 8:30 p. m.                       | Parciales: 21–21, 23–22, 26–28, 27–18                                                       | Parciales: 21–21, 23–22, 26–28, 27–18 | Parciales: 21–21, 23–22, 26–28, 27–18                                | |  |  |
|                                  | Estadísticas Gilgeous-Alexander, Williams 24 c/u Shai Gilgeous-Alexander 10 Chet Holmgren 5 | Reporte Pts Reb Asts                  | Estadísticas C. J. McCollum 20 Jonas Valančiūnas 13 Brandon Ingram 6 | Pabellón: Smoothie King Center, Nueva Orleans, Luisiana Asistencia: 18.487 espectadores Árbitros: Josh Tiven, Bill Kennedy, Ed Malloy |  |  |
| Oklahoma City gana la serie, 4–0 |                                                                                             |                                       |                                                                      | |  |  |
|                                  |                                                                                             |                                       |                                                                      | |  |  |

| 1 de noviembre de 2023 | New Orleans Pelicans | 110–106 | Oklahoma City Thunder |                                                  |  |
|                        |                      |         |                       |                                                  |  |
|                        |                      | Reporte |                       | Pabellón: Paycom Center, Oklahoma City, Oklahoma |  |

| 26 de enero de 2024 | Oklahoma City Thunder | 107–83  | New Orleans Pelicans |                                                         |  |
|                     |                       |         |                      |                                                         |  |
|                     |                       | Reporte |                      | Pabellón: Smoothie King Center, Nueva Orleans, Luisiana |  |

| 26 de marzo de 2024 | Oklahoma City Thunder | 119–112 | New Orleans Pelicans |                                                         |  |
|                     |                       |         |                      |                                                         |  |
|                     |                       | Reporte |                      | Pabellón: Smoothie King Center, Nueva Orleans, Luisiana |  |

Este es el primer encuentro de ambos equipos en playoffs.

#### (2) Denver Nuggets vs. (7) Los Angeles Lakers
| 20 de abril                 | Los Angeles Lakers                                            | 101–114                               | Denver Nuggets                                               | |  |  |
| 8:30 p. m.                  | Parciales: 33–25, 27–32, 18–32, 25–25                         | Parciales: 33–25, 27–32, 18–32, 25–25 | Parciales: 33–25, 27–32, 18–32, 25–25                        | |  |  |
|                             | Estadísticas Anthony Davis 32 Anthony Davis 14 LeBron James 8 | Reporte Pts Reb Asts                  | Estadísticas Nikola Jokić 32 Nikola Jokić 12 Jamal Murray 10 | Pabellón: Ball Arena, Denver, Colorado Asistencia: 19.731 espectadores Árbitros: John Goble, Mitchell Ervin, Nick Buchert |  |  |
| Denver lidera la serie, 1–0 |                                                               |                                       |                                                              | |  |  |
|                             |                                                               |                                       |                                                              | |  |  |

| 22 de abril                 | Los Angeles Lakers                                             | 99–101                                | Denver Nuggets                                               | |  |  |
| 10:00 p. m.                 | Parciales: 28–24, 31–20, 20–25, 20–32                          | Parciales: 28–24, 31–20, 20–25, 20–32 | Parciales: 28–24, 31–20, 20–25, 20–32                        | |  |  |
|                             | Estadísticas Anthony Davis 32 Anthony Davis 11 LeBron James 12 | Reporte Pts Reb Asts                  | Estadísticas Nikola Jokić 27 Nikola Jokić 20 Nikola Jokić 10 | Pabellón: Ball Arena, Denver, Colorado Asistencia: 19.711 espectadores Árbitros: Scott Foster, Curtis Blair, Sean Wright |  |  |
| Denver lidera la serie, 2–0 |                                                                |                                       |                                                              | |  |  |
|                             |                                                                |                                       |                                                              | |  |  |

| 25 de abril                 | Denver Nuggets                                                        | 112–105                               | Los Angeles Lakers                                            | |  |  |
| 10:00 p. m.                 | Parciales: 23–33, 26–20, 34–22, 29–30                                 | Parciales: 23–33, 26–20, 34–22, 29–30 | Parciales: 23–33, 26–20, 34–22, 29–30                         | |  |  |
|                             | Estadísticas Aaron Gordon 29 Gordon, Jokić 15 c/u Jokić, Murray 9 c/u | Reporte Pts Reb Asts                  | Estadísticas Anthony Davis 33 Anthony Davis 15 LeBron James 9 | Pabellón: Crypto.com Arena, Los Ángeles, California Asistencia: 18.997 espectadores Árbitros: Marc Davis, Josh Tiven, Mark Lindsay |  |  |
| Denver lidera la serie, 3–0 |                                                                       |                                       |                                                               | |  |  |
|                             |                                                                       |                                       |                                                               | |  |  |

| 27 de abril                 | Denver Nuggets                                               | 108–119                               | Los Angeles Lakers                                                | |  |  |
| 8:30 p. m.                  | Parciales: 23–28, 25–33, 32–30, 28–28                        | Parciales: 23–28, 25–33, 32–30, 28–28 | Parciales: 23–28, 25–33, 32–30, 28–28                             | |  |  |
|                             | Estadísticas Nikola Jokić 33 Nikola Jokić 14 Nikola Jokić 14 | Reporte Pts Reb Asts                  | Estadísticas LeBron James 30 Anthony Davis 23 Davis, Reaves 6 c/u | Pabellón: Crypto.com Arena, Los Ángeles, California Asistencia: 18.997 espectadores Árbitros: Zach Zarba, Tyler Ford, Sean Corbin |  |  |
| Denver lidera la serie, 3–1 |                                                              |                                       |                                                                   | |  |  |
|                             |                                                              |                                       |                                                                   | |  |  |

| 29 de abril               | Los Angeles Lakers                                            | 106–108                               | Denver Nuggets                                              | |  |  |
| 10:00 p. m.               | Parciales: 24–28, 29–22, 26–31, 27–27                         | Parciales: 24–28, 29–22, 26–31, 27–27 | Parciales: 24–28, 29–22, 26–31, 27–27                       | |  |  |
|                           | Estadísticas LeBron James 30 Anthony Davis 15 LeBron James 11 | Reporte Pts Reb Asts                  | Estadísticas Jamal Murray 32 Nikola Jokić 20 Nikola Jokić 9 | Pabellón: Ball Arena, Denver, Colorado Asistencia: 19.861 espectadores Árbitros: James Williams, Kevin Scott, Gediminas Petraitis |  |  |
| Denver gana la serie, 4–1 |                                                               |                                       |                                                             | |  |  |
|                           |                                                               |                                       |                                                             | |  |  |

| 24 de octubre de 2023 | Los Angeles Lakers | 107–119 | Denver Nuggets |                                        |  |
|                       |                    |         |                |                                        |  |
|                       |                    | Reporte |                | Pabellón: Ball Arena, Denver, Colorado |  |

| 8 de febrero de 2024 | Denver Nuggets | 114–106 | Los Angeles Lakers |                                                     |  |
|                      |                |         |                    |                                                     |  |
|                      |                | Reporte |                    | Pabellón: Crypto.com Arena, Los Ángeles, California |  |

| 2 de marzo de 2024 | Denver Nuggets | 124–114 | Los Angeles Lakers |                                                     |  |
|                    |                |         |                    |                                                     |  |
|                    |                | Reporte |                    | Pabellón: Crypto.com Arena, Los Ángeles, California |  |

Esta es la novena vez que estos equipos se enfrentan en playoffs, L.A. Lakers lidera la serie con siete triunfos contra uno.
| 1979 | Denver Nuggets | 1–2 | Los Angeles Lakers |                                            |
|      |                |     |                    |                                            |
|      |                |     |                    | Pabellón: 1.ª ronda Conferencia Oeste 1979 |

| 1985 | Los Angeles Lakers | 4–1 | Denver Nuggets |                                          |
|      |                    |     |                |                                          |
|      |                    |     |                | Pabellón: Finales Conferencia Oeste 1985 |

| 1987 | Los Angeles Lakers | 3–0 | Denver Nuggets |                                            |
|      |                    |     |                |                                            |
|      |                    |     |                | Pabellón: 1.ª ronda Conferencia Oeste 1987 |

| 2008 | Los Angeles Lakers | 4–0 | Denver Nuggets |                                            |
|      |                    |     |                |                                            |
|      |                    |     |                | Pabellón: 1.ª ronda Conferencia Oeste 2008 |

| 2009 | Los Angeles Lakers | 4–2 | Denver Nuggets |                                          |
|      |                    |     |                |                                          |
|      |                    |     |                | Pabellón: Finales Conferencia Oeste 2009 |

| 2012 | Los Angeles Lakers | 4–3 | Denver Nuggets |                                            |
|      |                    |     |                |                                            |
|      |                    |     |                | Pabellón: 1.ª ronda Conferencia Oeste 2012 |

| 2020 | Los Angeles Lakers | 4–1 | Denver Nuggets |                                          |
|      |                    |     |                |                                          |
|      |                    |     |                | Pabellón: Finales Conferencia Oeste 2020 |

| 2023 | Denver Nuggets | 4–0 | Los Angeles Lakers |                                          |
|      |                |     |                    |                                          |
|      |                |     |                    | Pabellón: Finales Conferencia Oeste 2023 |

#### (3) Minnesota Timberwolves vs. (6) Phoenix Suns
| 20 de abril                    | Phoenix Suns                                               | 95–120                                | Minnesota Timberwolves                                       | |  |  |
| 3:30 p. m.                     | Parciales: 28–27, 23–34, 21–31, 23–28                      | Parciales: 28–27, 23–34, 21–31, 23–28 | Parciales: 28–27, 23–34, 21–31, 23–28                        | |  |  |
|                                | Estadísticas Kevin Durant 31 Kevin Durant 7 Bradley Beal 6 | Reporte Pts Reb Asts                  | Estadísticas Anthony Edwards 33 Rudy Gobert 16 Mike Conley 7 | Pabellón: Target Center, Mineápolis, Minnesota Asistencia: 19.478 espectadores Árbitros: Marc Davis, Ben Taylor, Aaron Smith |  |  |
| Minnesota lidera la serie, 1–0 |                                                            |                                       |                                                              | |  |  |
|                                |                                                            |                                       |                                                              | |  |  |

| 23 de abril                    | Phoenix Suns                                                | 93–105                                | Minnesota Timberwolves                                          | |  |  |
| 7:30 p. m.                     | Parciales: 21–24, 30–26, 20–28, 22–27                       | Parciales: 21–24, 30–26, 20–28, 22–27 | Parciales: 21–24, 30–26, 20–28, 22–27                           | |  |  |
|                                | Estadísticas Devin Booker 20 Jusuf Nurkić 14 Bradley Beal 6 | Reporte Pts Reb Asts                  | Estadísticas Jaden McDaniels 25 Rudy Gobert 9 Anthony Edwards 8 | Pabellón: Target Center, Mineápolis, Minnesota Asistencia: 19.310 espectadores Árbitros: Zach Zarba, Josh Tiven, Dedric Taylor |  |  |
| Minnesota lidera la serie, 2–0 |                                                             |                                       |                                                                 | |  |  |
|                                |                                                             |                                       |                                                                 | |  |  |

| 26 de abril                    | Minnesota Timberwolves                                       | 126–109                               | Phoenix Suns                                               | |  |  |
| 10:30 p. m.                    | Parciales: 34–32, 25–21, 36–20, 31–36                        | Parciales: 34–32, 25–21, 36–20, 31–36 | Parciales: 34–32, 25–21, 36–20, 31–36                      | |  |  |
|                                | Estadísticas Anthony Edwards 36 Rudy Gobert 14 Mike Conley 7 | Reporte Pts Reb Asts                  | Estadísticas Bradley Beal 28 Jusuf Nurkić 7 Devin Booker 8 | Pabellón: Footprint Center, Phoenix, Arizona Asistencia: 17.071 espectadores Árbitros: Tony Brothers, Kevin Scott, JB DeRosa |  |  |
| Minnesota lidera la serie, 3–0 |                                                              |                                       |                                                            | |  |  |
|                                |                                                              |                                       |                                                            | |  |  |

| 28 de abril                  | Minnesota Timberwolves                                              | 122–116                               | Phoenix Suns                                               | |  |  |
| 9:30 p. m.                   | Parciales: 25–26, 31–35, 34–31, 32–24                               | Parciales: 25–26, 31–35, 34–31, 32–24 | Parciales: 25–26, 31–35, 34–31, 32–24                      | |  |  |
|                              | Estadísticas Anthony Edwards 40 Karl-Anthony Towns 10 Mike Conley 7 | Reporte Pts Reb Asts                  | Estadísticas Devin Booker 49 Kevin Durant 9 Devin Booker 6 | Pabellón: Footprint Center, Phoenix, Arizona Asistencia: 17.071 espectadores Árbitros: Scott Foster, Curtis Blair, Pat Fraher |  |  |
| Minnesota gana la serie, 4–0 |                                                                     |                                       |                                                            | |  |  |
|                              |                                                                     |                                       |                                                            | |  |  |

| 15 de noviembre de 2023 | Minnesota Timberwolves | 115–133 | Phoenix Suns |                                              |  |
|                         |                        |         |              |                                              |  |
|                         |                        | Reporte |              | Pabellón: Footprint Center, Phoenix, Arizona |  |

| 5 de abril de 2024 | Minnesota Timberwolves | 87–97   | Phoenix Suns |                                              |  |
|                    |                        |         |              |                                              |  |
|                    |                        | Reporte |              | Pabellón: Footprint Center, Phoenix, Arizona |  |

| 14 de abril de 2024 | Phoenix Suns | 125–106 | Minnesota Timberwolves |                                                |  |
|                     |              |         |                        |                                                |  |
|                     |              | Reporte |                        | Pabellón: Target Center, Mineápolis, Minnesota |  |

Este es el primer encuentro de ambos equipos en playoffs.

#### (4) Los Angeles Clippers vs. (5) Dallas Mavericks
| 21 de abril                        | Dallas Mavericks                                         | 97–109                               | Los Angeles Clippers                                       | |  |  |
| 3:30 p. m.                         | Parciales: 22–34, 8–22, 34–31, 33–22                     | Parciales: 22–34, 8–22, 34–31, 33–22 | Parciales: 22–34, 8–22, 34–31, 33–22                       | |  |  |
|                                    | Estadísticas Luka Dončić 33 Luka Dončić 13 Luka Dončić 6 | Reporte Pts Reb Asts                 | Estadísticas James Harden 28 Ivica Zubac 15 James Harden 8 | Pabellón: Crypto.com Arena, Los Ángeles, California Asistencia: 19.370 espectadores Árbitros: David Guthrie, Ed Malloy, Karl Lane |  |  |
| L.A. Clippers lidera la serie, 1–0 |                                                          |                                      |                                                            | |  |  |
|                                    |                                                          |                                      |                                                            | |  |  |

| 23 de abril         | Dallas Mavericks                                             | 96–93                                 | Los Angeles Clippers                                             | |  |  |
| 10:00 p. m.         | Parciales: 23–19, 22–22, 20–25, 31–27                        | Parciales: 23–19, 22–22, 20–25, 31–27 | Parciales: 23–19, 22–22, 20–25, 31–27                            | |  |  |
|                     | Estadísticas Luka Dončić 32 Dereck Lively II 9 Luka Dončić 9 | Reporte Pts Reb Asts                  | Estadísticas George, Harden 22 c/u Ivica Zubac 12 James Harden 8 | Pabellón: Crypto.com Arena, Los Ángeles, California Asistencia: 19.370 espectadores Árbitros: Marc Davis, Kevin Scott, Brian Forte |  |  |
| Serie empatada, 1–1 |                                                              |                                       |                                                                  | |  |  |
|                     |                                                              |                                       |                                                                  | |  |  |

| 26 de abril                 | Los Angeles Clippers                                                    | 90–101                                | Dallas Mavericks                                         | |  |  |
| 8:00 p. m.                  | Parciales: 23–18, 18–36, 26–24, 23–23                                   | Parciales: 23–18, 18–36, 26–24, 23–23 | Parciales: 23–18, 18–36, 26–24, 23–23                    | |  |  |
|                             | Estadísticas Harden, Powell 21 c/u Kawhi Leonard 9 George, Harden 5 c/u | Reporte Pts Reb Asts                  | Estadísticas Luka Dončić 22 Luka Dončić 10 Luka Dončić 9 | Pabellón: American Airlines Center, Dallas, Texas Asistencia: 20.402 espectadores Árbitros: James Capers, Bill Kennedy, Justin Van Duyne |  |  |
| Dallas lidera la serie, 2–1 |                                                                         |                                       |                                                          | |  |  |
|                             |                                                                         |                                       |                                                          | |  |  |

| 28 de abril         | Los Angeles Clippers                                                  | 116–111                               | Dallas Mavericks                                           | |  |  |
| 3:30 p. m.          | Parciales: 39–16, 27–33, 16–29, 34–33                                 | Parciales: 39–16, 27–33, 16–29, 34–33 | Parciales: 39–16, 27–33, 16–29, 34–33                      | |  |  |
|                     | Estadísticas George, Harden 33 c/u George, Harden 6 c/u Paul George 8 | Reporte Pts Reb Asts                  | Estadísticas Kyrie Irving 40 Luka Dončić 10 Luka Dončić 10 | Pabellón: American Airlines Center, Dallas, Texas Asistencia: 20.411 espectadores Árbitros: Tony Brothers, Ben Taylor, Nick Buchert |  |  |
| Serie empatada, 2–2 |                                                                       |                                       |                                                            | |  |  |
|                     |                                                                       |                                       |                                                            | |  |  |

| 1 de mayo                   | Dallas Mavericks                                                | 123–93                                | Los Angeles Clippers                                            | |  |  |
| 10:00 p. m.                 | Parciales: 25–24, 31–22, 33–23, 34–24                           | Parciales: 25–24, 31–22, 33–23, 34–24 | Parciales: 25–24, 31–22, 33–23, 34–24                           | |  |  |
|                             | Estadísticas Luka Dončić 35 Dončić, Lively 7 c/u Luka Dončić 10 | Reporte Pts Reb Asts                  | Estadísticas George, Zubac 15 c/u Paul George 11 James Harden 7 | Pabellón: Crypto.com Arena, Los Ángeles, California Asistencia: 19.370 espectadores Árbitros: Zach Zarba, James Williams, Mitchell Ervin |  |  |
| Dallas lidera la serie, 3–2 |                                                                 |                                       |                                                                 | |  |  |
|                             |                                                                 |                                       |                                                                 | |  |  |

| 3 de mayo                 | Los Angeles Clippers                                               | 101–114                               | Dallas Mavericks                                               | |  |  |
| 9:30 p. m.                | Parciales: 26–34, 26–18, 20–35, 29–27                              | Parciales: 26–34, 26–18, 20–35, 29–27 | Parciales: 26–34, 26–18, 20–35, 29–27                          | |  |  |
|                           | Estadísticas Norman Powell 20 George, Zubac 11 c/u James Harden 13 | Reporte Pts Reb Asts                  | Estadísticas Kyrie Irving 30 Dereck Lively II 9 Luka Dončić 13 | Pabellón: American Airlines Center, Dallas, Texas Asistencia: 20.625 espectadores Árbitros: John Goble, Tyler Ford, Sean Wright |  |  |
| Dallas gana la serie, 4–2 |                                                                    |                                       |                                                                | |  |  |
|                           |                                                                    |                                       |                                                                | |  |  |

| 10 de noviembre de 2023 | Los Angeles Clippers | 126–144 | Dallas Mavericks |                                                   |  |
|                         |                      |         |                  |                                                   |  |
|                         |                      | Reporte |                  | Pabellón: American Airlines Center, Dallas, Texas |  |

| 25 de noviembre de 2023 | Dallas Mavericks | 88–107  | Los Angeles Clippers |                                                     |  |
|                         |                  |         |                      |                                                     |  |
|                         |                  | Reporte |                      | Pabellón: Crypto.com Arena, Los Ángeles, California |  |

| 20 de diciembre de 2023 | Los Angeles Clippers | 120–111 | Dallas Mavericks |                                                   |  |
|                         |                      |         |                  |                                                   |  |
|                         |                      | Reporte |                  | Pabellón: American Airlines Center, Dallas, Texas |  |

Esta es la tercera vez que estos equipos se enfrentan en playoffs, L.A. Clippers ganó todos los enfrentamientos previos.
| 2020 | Los Angeles Clippers | 4–2 | Dallas Mavericks |                                            |
|      |                      |     |                  |                                            |
|      |                      |     |                  | Pabellón: 1.ª ronda Conferencia Oeste 2020 |

| 2021 | Los Angeles Clippers | 4–3 | Dallas Mavericks |                                            |
|      |                      |     |                  |                                            |
|      |                      |     |                  | Pabellón: 1.ª ronda Conferencia Oeste 2021 |

### Semifinales de Conferencia

#### (1) Oklahoma City Thunder vs. (5) Dallas Mavericks
| 7 de mayo                          | Dallas Mavericks                                             | 95–117                                | Oklahoma City Thunder                                                                                | |  |  |
| 9:30 p. m.                         | Parciales: 23–23, 30–39, 26–27, 16–28                        | Parciales: 23–23, 30–39, 26–27, 16–28 | Parciales: 23–23, 30–39, 26–27, 16–28                                                                | |  |  |
|                                    | Estadísticas Kyrie Irving 20 Daniel Gafford 11 Luka Dončić 9 | Reporte Pts Reb Asts                  | Estadísticas Shai Gilgeous-Alexander 29 Gilgeous-Alexander, Williams 9 c/u Shai Gilgeous-Alexander 9 | Pabellón: Paycom Center, Oklahoma City, Oklahoma Asistencia: 18.203 espectadores Árbitros: Tony Brothers, Ben Taylor, Brian Forte |  |  |
| Oklahoma City lidera la serie, 1–0 |                                                              |                                       | | |  |  |
|                                    |                                                              |                                       | | |  |  |

| 9 de mayo           | Dallas Mavericks                                                           | 119–110                               | Oklahoma City Thunder                                                                        | |  |  |
| 9:30 p. m.          | Parciales: 36–32, 32–30, 31–27, 20–21                                      | Parciales: 36–32, 32–30, 31–27, 20–21 | Parciales: 36–32, 32–30, 31–27, 20–21                                                        | |  |  |
|                     | Estadísticas Dončić, Washington 29 c/u P. J. Washington 11 Kyrie Irving 11 | Reporte Pts Reb Asts                  | Estadísticas Shai Gilgeous-Alexander 33 Shai Gilgeous-Alexander 12 Shai Gilgeous-Alexander 8 | Pabellón: Paycom Center, Oklahoma City, Oklahoma Asistencia: 18.203 espectadores Árbitros: Scott Foster, James Williams, Ed Malloy |  |  |
| Serie empatada, 1–1 |                                                                            |                                       |                                                                                              | |  |  |
|                     |                                                                            |                                       |                                                                                              | |  |  |

| 11 de mayo                  | Oklahoma City Thunder                                                                | 101–105                               | Dallas Mavericks                                               | |  |  |
| 3:30 p. m.                  | Parciales: 23–26, 29–25, 26–31, 23–23                                                | Parciales: 23–26, 29–25, 26–31, 23–23 | Parciales: 23–26, 29–25, 26–31, 23–23                          | |  |  |
|                             | Estadísticas Shai Gilgeous-Alexander 31 Shai Gilgeous-Alexander 10 Jaylin Williams 8 | Reporte Pts Reb Asts                  | Estadísticas P. J. Washington 27 Luka Dončić 15 Kyrie Irving 7 | Pabellón: American Airlines Center, Dallas, Texas Asistencia: 20.325 espectadores Árbitros: John Goble, Bill Kennedy, Gediminas Petraitis |  |  |
| Dallas lidera la serie, 2–1 |                                                                                      |                                       |                                                                | |  |  |
|                             |                                                                                      |                                       |                                                                | |  |  |

| 13 de mayo          | Oklahoma City Thunder                                                              | 100–96                                | Dallas Mavericks                                                          | |  |  |
| 9:30 p. m.          | Parciales: 20–30, 23–24, 22–15, 35–27                                              | Parciales: 20–30, 23–24, 22–15, 35–27 | Parciales: 20–30, 23–24, 22–15, 35–27                                     | |  |  |
|                     | Estadísticas Shai Gilgeous-Alexander 34 Holmgren, Williams 9 c/u Jaylin Williams 6 | Reporte Pts Reb Asts                  | Estadísticas P. J. Washington 21 Dončić, Washington 12 c/u Luka Dončić 10 | Pabellón: American Airlines Center, Dallas, Texas Asistencia: 20.607 espectadores Árbitros: Zach Zarba, David Guthrie, Curtis Blair |  |  |
| Serie empatada, 2–2 |                                                                                    |                                       |                                                                           | |  |  |
|                     |                                                                                    |                                       |                                                                           | |  |  |

| 15 de mayo                  | Dallas Mavericks                                                             | 104–92                                | Oklahoma City Thunder                                                                                      | |  |  |
| 9:30 p. m.                  | Parciales: 24–22, 30–22, 25–23, 25–25                                        | Parciales: 24–22, 30–22, 25–23, 25–25 | Parciales: 24–22, 30–22, 25–23, 25–25                                                                      | |  |  |
|                             | Estadísticas Luka Dončić 31 Dončić, Lively, Washington 10 c/u Luka Dončić 11 | Reporte Pts Reb Asts                  | Estadísticas Shai Gilgeous-Alexander 30 Dort, Gilgeous-Alexander, Williams 6 c/u Shai Gilgeous-Alexander 8 | Pabellón: Paycom Center, Oklahoma City, Oklahoma Asistencia: 18.203 espectadores Árbitros: James Capers, Courtney Kirkland, Kevin Scott |  |  |
| Dallas lidera la serie, 3–2 |                                                                              |                                       | | |  |  |
|                             |                                                                              |                                       | | |  |  |

| 18 de mayo                | Oklahoma City Thunder                                                                        | 116–117                               | Dallas Mavericks                                               | |  |  |
| 8:00 p. m.                | Parciales: 30–23, 34–25, 26–35, 26–34                                                        | Parciales: 30–23, 34–25, 26–35, 26–34 | Parciales: 30–23, 34–25, 26–35, 26–34                          | |  |  |
|                           | Estadísticas Shai Gilgeous-Alexander 36 Jaylin Williams 9 Gilgeous-Alexander, Williams 8 c/u | Reporte Pts Reb Asts                  | Estadísticas Luka Dončić 29 Dereck Lively II 15 Luka Dončić 10 | Pabellón: American Airlines Center, Dallas, Texas Asistencia: 20.555 espectadores Árbitros: Tony Brothers, Josh Tiven, Mitchell Ervin |  |  |
| Dallas gana la serie, 4–2 |                                                                                              |                                       |                                                                | |  |  |
|                           |                                                                                              |                                       |                                                                | |  |  |

| 2 de diciembre de 2023 | Oklahoma City Thunder | 126–120 | Dallas Mavericks |                                                   |  |
|                        |                       |         |                  |                                                   |  |
|                        |                       | Reporte |                  | Pabellón: American Airlines Center, Dallas, Texas |  |

| 10 de febrero de 2024 | Oklahoma City Thunder | 111–146 | Dallas Mavericks |                                                   |  |
|                       |                       |         |                  |                                                   |  |
|                       |                       | Reporte |                  | Pabellón: American Airlines Center, Dallas, Texas |  |

| 14 de marzo de 2024 | Dallas Mavericks | 119–126 | Oklahoma City Thunder |                                                  |  |
|                     |                  |         |                       |                                                  |  |
|                     |                  | Reporte |                       | Pabellón: Paycom Center, Oklahoma City, Oklahoma |  |

| 14 de abril de 2024 | Dallas Mavericks | 86–135  | Oklahoma City Thunder |                                                  |  |
|                     |                  |         |                       |                                                  |  |
|                     |                  | Reporte |                       | Pabellón: Paycom Center, Oklahoma City, Oklahoma |  |

Esta es la sexta vez que estos equipos se enfrentan en playoffs, Oklahoma City lidera la serie con tres triunfos contra dos.
| 1984 | Dallas Mavericks | 3–2 | Oklahoma City Thunder |                                            |
|      |                  |     |                       |                                            |
|      |                  |     |                       | Pabellón: 1.ª ronda Conferencia Oeste 1984 |

| 1987 | Dallas Mavericks | 1–3 | Oklahoma City Thunder |                                            |
|      |                  |     |                       |                                            |
|      |                  |     |                       | Pabellón: 1.ª ronda Conferencia Oeste 1987 |

| 2011 | Dallas Mavericks | 4–1 | Oklahoma City Thunder |                                          |
|      |                  |     |                       |                                          |
|      |                  |     |                       | Pabellón: Finales Conferencia Oeste 2011 |

| 2012 | Oklahoma City Thunder | 4–0 | Dallas Mavericks |                                            |
|      |                       |     |                  |                                            |
|      |                       |     |                  | Pabellón: 1.ª ronda Conferencia Oeste 2012 |

| 2016 | Oklahoma City Thunder | 4–1 | Dallas Mavericks |                                            |
|      |                       |     |                  |                                            |
|      |                       |     |                  | Pabellón: 1.ª ronda Conferencia Oeste 2016 |

#### (2) Denver Nuggets vs. (3) Minnesota Timberwolves
| 4 de mayo                      | Minnesota Timberwolves                                        | 106–99                                | Denver Nuggets                                             | |  |  |
| 7:00 p. m.                     | Parciales: 23–25, 17–19, 33–27, 33–28                         | Parciales: 23–25, 17–19, 33–27, 33–28 | Parciales: 23–25, 17–19, 33–27, 33–28                      | |  |  |
|                                | Estadísticas Anthony Edwards 43 Rudy Gobert 13 Mike Conley 10 | Reporte Pts Reb Asts                  | Estadísticas Nikola Jokić 32 Nikola Jokić 8 Nikola Jokić 9 | Pabellón: Ball Arena, Denver, Colorado Asistencia: 19.915 espectadores Árbitros: James Capers, Courtney Kirkland, Justin Van Duyne |  |  |
| Minnesota lidera la serie, 1–0 |                                                               |                                       |                                                            | |  |  |
|                                |                                                               |                                       |                                                            | |  |  |

| 6 de mayo                      | Minnesota Timberwolves                                                   | 106–80                                | Denver Nuggets                                              | |  |  |
| 10:00 p. m.                    | Parciales: 28–20, 33–15, 21–25, 24–20                                    | Parciales: 28–20, 33–15, 21–25, 24–20 | Parciales: 28–20, 33–15, 21–25, 24–20                       | |  |  |
|                                | Estadísticas Edwards, Towns 27 c/u Karl-Anthony Towns 12 Kyle Anderson 8 | Reporte Pts Reb Asts                  | Estadísticas Aaron Gordon 20 Nikola Jokić 16 Nikola Jokić 8 | Pabellón: Ball Arena, Denver, Colorado Asistencia: 19.942 espectadores Árbitros: Marc Davis, David Guthrie, Pat Fraher |  |  |
| Minnesota lidera la serie, 2–0 |                                                                          |                                       |                                                             | |  |  |
|                                |                                                                          |                                       |                                                             | |  |  |

| 10 de mayo                     | Denver Nuggets                                                   | 117–90                                | Minnesota Timberwolves                                              | |  |  |
| 9:30 p. m.                     | Parciales: 28–20, 28–21, 37–25, 24–24                            | Parciales: 28–20, 28–21, 37–25, 24–24 | Parciales: 28–20, 28–21, 37–25, 24–24                               | |  |  |
|                                | Estadísticas Jokić, Murray 24 c/u Nikola Jokić 14 Nikola Jokić 9 | Reporte Pts Reb Asts                  | Estadísticas Anthony Edwards 19 Conley, Edwards 6 c/u Mike Conley 6 | Pabellón: Target Center, Mineápolis, Minnesota Asistencia: 19.733 espectadores Árbitros: Tony Brothers, Josh Tiven, Jacyn Goble |  |  |
| Minnesota lidera la serie, 2–1 |                                                                  |                                       |                                                                     | |  |  |
|                                |                                                                  |                                       |                                                                     | |  |  |

| 12 de mayo          | Denver Nuggets                                                  | 115–107                               | Minnesota Timberwolves                                       | |  |  |
| 8:00 p. m.          | Parciales: 29–24, 35–25, 26–30, 25–28                           | Parciales: 29–24, 35–25, 26–30, 25–28 | Parciales: 29–24, 35–25, 26–30, 25–28                        | |  |  |
|                     | Estadísticas Nikola Jokić 35 Gordon, Jokić 7 c/u Jamal Murray 8 | Reporte Pts Reb Asts                  | Estadísticas Anthony Edwards 44 Rudy Gobert 14 Mike Conley 9 | Pabellón: Target Center, Mineápolis, Minnesota Asistencia: 19.583 espectadores Árbitros: Scott Foster, Kevin Scott, Karl Lane |  |  |
| Serie empatada, 2–2 |                                                                 |                                       |                                                              | |  |  |
|                     |                                                                 |                                       |                                                              | |  |  |

| 14 de mayo                  | Minnesota Timberwolves                                              | 97–112                                | Denver Nuggets                                               | |  |  |
| 10:30 p. m.                 | Parciales: 26–28, 18–22, 30–38, 23–24                               | Parciales: 26–28, 18–22, 30–38, 23–24 | Parciales: 26–28, 18–22, 30–38, 23–24                        | |  |  |
|                             | Estadísticas Karl-Anthony Towns 23 Rudy Gobert 11 Anthony Edwards 9 | Reporte Pts Reb Asts                  | Estadísticas Nikola Jokić 40 Aaron Gordon 10 Nikola Jokić 13 | Pabellón: Ball Arena, Denver, Colorado Asistencia: 19.992 espectadores Árbitros: John Goble, Bill Kennedy, Ed Malloy |  |  |
| Denver lidera la serie, 3–2 |                                                                     |                                       |                                                              | |  |  |
|                             |                                                                     |                                       |                                                              | |  |  |

| 16 de mayo          | Denver Nuggets                                             | 70–115                               | Minnesota Timberwolves                                             | |  |  |
| 8:30 p. m.          | Parciales: 14–31, 26–28, 21–27, 9–29                       | Parciales: 14–31, 26–28, 21–27, 9–29 | Parciales: 14–31, 26–28, 21–27, 9–29                               | |  |  |
|                     | Estadísticas Nikola Jokić 22 Nikola Jokić 9 Jamal Murray 5 | Reporte Pts Reb Asts                 | Estadísticas Anthony Edwards 27 Rudy Gobert 14 Conley, Towns 5 c/u | Pabellón: Target Center, Mineápolis, Minnesota Asistencia: 19.187 espectadores Árbitros: James Williams, Marc Davis, Tyler Ford |  |  |
| Serie empatada, 3–3 |                                                            |                                      |                                                                    | |  |  |
|                     |                                                            |                                      |                                                                    | |  |  |

| 19 de mayo                   | Minnesota Timberwolves                                                       | 98–90                                 | Denver Nuggets                                              | |  |  |
| 8:00 p. m.                   | Parciales: 19–24, 19–29, 28–14, 32–23                                        | Parciales: 19–24, 19–29, 28–14, 32–23 | Parciales: 19–24, 19–29, 28–14, 32–23                       | |  |  |
|                              | Estadísticas McDaniels, Towns 23 c/u Karl-Anthony Towns 12 Anthony Edwards 7 | Reporte Pts Reb Asts                  | Estadísticas Jamal Murray 35 Nikola Jokić 19 Nikola Jokić 7 | Pabellón: Ball Arena, Denver, Colorado Asistencia: 20.022 espectadores Árbitros: Scott Foster, David Guthrie, Curtis Blair |  |  |
| Minnesota gana la serie, 4–3 |                                                                              |                                       |                                                             | |  |  |
|                              |                                                                              |                                       |                                                             | |  |  |

| 1 de noviembre de 2023 | Denver Nuggets | 89–110  | Minnesota Timberwolves |                                                |  |
|                        |                |         |                        |                                                |  |
|                        |                | Reporte |                        | Pabellón: Target Center, Mineápolis, Minnesota |  |

| 19 de marzo de 2024 | Denver Nuggets | 115–112 | Minnesota Timberwolves |                                                |  |
|                     |                |         |                        |                                                |  |
|                     |                | Reporte |                        | Pabellón: Target Center, Mineápolis, Minnesota |  |

| 29 de marzo de 2024 | Minnesota Timberwolves | 111–98  | Denver Nuggets |                                        |  |
|                     |                        |         |                |                                        |  |
|                     |                        | Reporte |                | Pabellón: Ball Arena, Denver, Colorado |  |

| 10 de abril de 2024 | Minnesota Timberwolves | 107–116 | Denver Nuggets |                                        |  |
|                     |                        |         |                |                                        |  |
|                     |                        | Reporte |                | Pabellón: Ball Arena, Denver, Colorado |  |

Esta es la tercera vez que se enfrentan, con una serie ganada por ambos conjuntos anteriormente.
| 2004 | Minnesota Timberwolves | 4–1 | Denver Nuggets |                                            |
|      |                        |     |                |                                            |
|      |                        |     |                | Pabellón: 1.ª ronda Conferencia Oeste 2004 |

| 2023 | Denver Nuggets | 4–1 | Minnesota Timberwolves |                                            |
|      |                |     |                        |                                            |
|      |                |     |                        | Pabellón: 1.ª ronda Conferencia Oeste 2023 |

### Finales de Conferencia

#### (3) Minnesota Timberwolves vs. (5) Dallas Mavericks
| 22 de mayo                  | Dallas Mavericks                                              | 108–105                               | Minnesota Timberwolves                                               | |  |  |
| 8:30 p. m.                  | Parciales: 27–33, 32–29, 23–21, 26–22                         | Parciales: 27–33, 32–29, 23–21, 26–22 | Parciales: 27–33, 32–29, 23–21, 26–22                                | |  |  |
|                             | Estadísticas Luka Dončić 33 Dereck Lively II 11 Luka Dončić 8 | Reporte Pts Reb Asts                  | Estadísticas Jaden McDaniels 24 Anthony Edwards 11 Anthony Edwards 8 | Pabellón: Target Center, Mineápolis, Minnesota Asistencia: 19.433 espectadores Árbitros: Marc Davis, Kevin Scott, Mark Lindsay |  |  |
| Dallas lidera la serie, 1–0 |                                                               |                                       |                                                                      | |  |  |
|                             |                                                               |                                       |                                                                      | |  |  |

| 24 de mayo                  | Dallas Mavericks                                          | 109–108                               | Minnesota Timberwolves                                    | |  |  |
| 8:30 p. m.                  | Parciales: 26–32, 22–28, 31–26, 30–22                     | Parciales: 26–32, 22–28, 31–26, 30–22 | Parciales: 26–32, 22–28, 31–26, 30–22                     | |  |  |
|                             | Estadísticas Luka Dončić 32 Luka Dončić 10 Luka Dončić 13 | Reporte Pts Reb Asts                  | Estadísticas Naz Reid 23 Rudy Gobert 10 Anthony Edwards 7 | Pabellón: Target Center, Mineápolis, Minnesota Asistencia: 19.636 espectadores Árbitros: Zach Zarba, Josh Tiven, Mitchell Ervin |  |  |
| Dallas lidera la serie, 2–0 |                                                           |                                       |                                                           | |  |  |
|                             |                                                           |                                       |                                                           | |  |  |

| 26 de mayo                  | Minnesota Timberwolves                                                  | 107–116                               | Dallas Mavericks                                                    | |  |  |
| 8:00 p. m.                  | Parciales: 28–33, 24–27, 35–27, 20–29                                   | Parciales: 28–33, 24–27, 35–27, 20–29 | Parciales: 28–33, 24–27, 35–27, 20–29                               | |  |  |
|                             | Estadísticas Anthony Edwards 26 Karl-Anthony Towns 11 Anthony Edwards 9 | Reporte Pts Reb Asts                  | Estadísticas Dončić, Irving 33 c/u P. J. Washington 8 Luka Dončić 5 | Pabellón: American Airlines Center, Dallas, Texas Asistencia: 20.511 espectadores Árbitros: Tony Brothers, Ben Taylor, Curtis Blair |  |  |
| Dallas lidera la serie, 3–0 |                                                                         |                                       |                                                                     | |  |  |
|                             |                                                                         |                                       |                                                                     | |  |  |

| 28 de mayo                  | Minnesota Timberwolves                                                   | 105–100                               | Dallas Mavericks                                          | |  |  |
| 8:30 p. m.                  | Parciales: 27–20, 22–29, 29–24, 27–27                                    | Parciales: 27–20, 22–29, 29–24, 27–27 | Parciales: 27–20, 22–29, 29–24, 27–27                     | |  |  |
|                             | Estadísticas Anthony Edwards 29 Edwards, Gobert 10 c/u Anthony Edwards 9 | Reporte Pts Reb Asts                  | Estadísticas Luka Dončić 28 Luka Dončić 15 Luka Dončić 10 | Pabellón: American Airlines Center, Dallas, Texas Asistencia: 20.477 espectadores Árbitros: Scott Foster, Bill Kennedy, Ed Malloy |  |  |
| Dallas lidera la serie, 3–1 |                                                                          |                                       |                                                           | |  |  |
|                             |                                                                          |                                       |                                                           | |  |  |

| 30 de mayo                | Dallas Mavericks                                                       | 124–103                               | Minnesota Timberwolves                                                     | |  |  |
| 8:30 p. m.                | Parciales: 35–19, 34–21, 28–33, 27–30                                  | Parciales: 35–19, 34–21, 28–33, 27–30 | Parciales: 35–19, 34–21, 28–33, 27–30                                      | |  |  |
|                           | Estadísticas Dončić, Irving 36 c/u Luka Dončić 10 Dončić, Irving 5 c/u | Reporte Pts Reb Asts                  | Estadísticas Edwards, Towns 28 c/u Karl-Anthony Towns 12 Anthony Edwards 6 | Pabellón: Target Center, Mineápolis, Minnesota Asistencia: 19.333 espectadores Árbitros: Marc Davis, John Goble, Kevin Scott |  |  |
| Dallas gana la serie, 4–1 |                                                                        |                                       |                                                                            | |  |  |
|                           |                                                                        |                                       |                                                                            | |  |  |

| 14 de diciembre de 2023 | Minnesota Timberwolves | 119–101 | Dallas Mavericks |                                                   |  |
|                         |                        |         |                  |                                                   |  |
|                         |                        | Reporte |                  | Pabellón: American Airlines Center, Dallas, Texas |  |

| 28 de diciembre de 2023 | Dallas Mavericks | 110–118 | Minnesota Timberwolves |                                                |  |
|                         |                  |         |                        |                                                |  |
|                         |                  | Reporte |                        | Pabellón: Target Center, Mineápolis, Minnesota |  |

| 7 de enero de 2024 | Minnesota Timberwolves | 108–115 | Dallas Mavericks |                                                   |  |
|                    |                        |         |                  |                                                   |  |
|                    |                        | Reporte |                  | Pabellón: American Airlines Center, Dallas, Texas |  |

| 31 de enero de 2024 | Dallas Mavericks | 87–121  | Minnesota Timberwolves |                                                |  |
|                     |                  |         |                        |                                                |  |
|                     |                  | Reporte |                        | Pabellón: Target Center, Mineápolis, Minnesota |  |

Esta es apenas la segunda vez que estos equipos se enfrentan en playoffs. La única serie en la que se habían visto las caras fue ganada por Dallas.
| \| 2002 \| Dallas Mavericks \| 3–0 \| Minnesota Timberwolves \| \| \| \| \| \| \| \| \| \| \| \| \| Pabellón: 1.ª ronda Conferencia Oeste 2002 \| |                  |     |                        |                                            |
| 2002 | Dallas Mavericks | 3–0 | Minnesota Timberwolves |                                            |
| |                  |     |                        |                                            |
| |                  |     |                        | Pabellón: 1.ª ronda Conferencia Oeste 2002 |

## Finales de la NBA: (E1) Boston Celtics vs. (O5) Dallas Mavericks
| 6 de junio                  | Dallas Mavericks                                          | 89–107                                | Boston Celtics                                                           | |  |  |
| 8:30 p. m.                  | Parciales: 20–37, 22–26, 24–23, 23–21                     | Parciales: 20–37, 22–26, 24–23, 23–21 | Parciales: 20–37, 22–26, 24–23, 23–21                                    | |  |  |
|                             | Estadísticas Luka Dončić 30 Luka Dončić 10 Kyrie Irving 2 | Reporte Pts Reb Asts                  | Estadísticas Jaylen Brown 22 Jayson Tatum 11 Holiday, Tatum, White 5 c/u | Pabellón: TD Garden, Boston, Massachusetts Asistencia: 19.156 espectadores Árbitros: Zach Zarba, Josh Tiven, Courtney Kirkland |  |  |
| Boston lidera la serie, 1–0 |                                                           |                                       |                                                                          | |  |  |
|                             |                                                           |                                       |                                                                          | |  |  |

| 9 de junio                  | Dallas Mavericks                                          | 98–105                                | Boston Celtics                                               | |  |  |
| 8:00 p. m.                  | Parciales: 28–25, 23–29, 23–29, 24–22                     | Parciales: 28–25, 23–29, 23–29, 24–22 | Parciales: 28–25, 23–29, 23–29, 24–22                        | |  |  |
|                             | Estadísticas Luka Dončić 32 Luka Dončić 11 Luka Dončić 11 | Reporte Pts Reb Asts                  | Estadísticas Jrue Holiday 26 Jrue Holiday 11 Jayson Tatum 12 | Pabellón: TD Garden, Boston, Massachusetts Asistencia: 19.156 espectadores Árbitros: Tony Brothers, John Goble, Bill Kennedy |  |  |
| Boston lidera la serie, 2–0 |                                                           |                                       |                                                              | |  |  |
|                             |                                                           |                                       |                                                              | |  |  |

| 12 de junio                 | Boston Celtics                                             | 106–99                                | Dallas Mavericks                                               | |  |  |
| 8:30 p. m.                  | Parciales: 30–31, 20–20, 35–19, 21–29                      | Parciales: 30–31, 20–20, 35–19, 21–29 | Parciales: 30–31, 20–20, 35–19, 21–29                          | |  |  |
|                             | Estadísticas Jayson Tatum 31 Jaylen Brown 8 Jaylen Brown 8 | Reporte Pts Reb Asts                  | Estadísticas Kyrie Irving 35 Dereck Lively II 13 Luka Dončić 6 | Pabellón: American Airlines Center, Dallas, Texas Asistencia: 20.311 espectadores Árbitros: Marc Davis, James Capers, Kevin Scott |  |  |
| Boston lidera la serie, 3–0 |                                                            |                                       |                                                                | |  |  |
|                             |                                                            |                                       |                                                                | |  |  |

| 14 de junio                 | Boston Celtics                                           | 84–122                                | Dallas Mavericks                                               | |  |  |
| 8:30 p. m.                  | Parciales: 21–34, 14–27, 25–31, 24–30                    | Parciales: 21–34, 14–27, 25–31, 24–30 | Parciales: 21–34, 14–27, 25–31, 24–30                          | |  |  |
|                             | Estadísticas Jayson Tatum 15 Jayson Tatum 5 Al Horford 4 | Reporte Pts Reb Asts                  | Estadísticas Luka Dončić 29 Dereck Lively II 12 Kyrie Irving 6 | Pabellón: American Airlines Center, Dallas, Texas Asistencia: 20.277 espectadores Árbitros: Scott Foster, David Guthrie, James Williams |  |  |
| Boston lidera la serie, 3–1 |                                                          |                                       |                                                                | |  |  |
|                             |                                                          |                                       |                                                                | |  |  |

| 17 de junio               | Dallas Mavericks                                          | 88–106                                | Boston Celtics                                               | |  |  |
| 8:30 p. m.                | Parciales: 18–28, 28–39, 21–19, 21–20                     | Parciales: 18–28, 28–39, 21–19, 21–20 | Parciales: 18–28, 28–39, 21–19, 21–20                        | |  |  |
|                           | Estadísticas Luka Dončić 28 Luka Dončić 12 Kyrie Irving 9 | Reporte Pts Reb Asts                  | Estadísticas Jayson Tatum 31 Jrue Holiday 11 Jayson Tatum 11 | Pabellón: TD Garden, Boston, Massachusetts Asistencia: 19.156 espectadores Árbitros: Zach Zarba, John Goble, Bill Kennedy |  |  |
| Boston gana la serie, 4–1 |                                                           |                                       |                                                              | |  |  |
|                           |                                                           |                                       |                                                              | |  |  |

| 22 de enero de 2024 | Boston Celtics | 119–110 | Dallas Mavericks |                                                   |  |
|                     |                |         |                  |                                                   |  |
|                     |                | Reporte |                  | Pabellón: American Airlines Center, Dallas, Texas |  |

| 1 de marzo de 2024 | Dallas Mavericks | 110–138 | Boston Celtics |                                            |  |
|                    |                  |         |                |                                            |  |
|                    |                  | Reporte |                | Pabellón: TD Garden, Boston, Massachusetts |  |

Este es el primer encuentro de ambos equipos en playoffs.

## Estadísticas
| Categoría   | Máximo                                                                     | Máximo                                                                           | Máximo | Promedio      | Promedio              | Promedio | Promedio |
| Categoría   | Jugador                                                                    | Equipo                                                                           | Máx.   | Jugador       | Equipo                | Media    | Part.    |
| ----------- | -------------------------------------------------------------------------- | -------------------------------------------------------------------------------- | ------ | ------------- | --------------------- | -------- | -------- |
| Puntos      | Joel Embiid Donovan Mitchell                                               | Philadelphia 76ers Cleveland Cavaliers                                           | 50     | Joel Embiid   | Philadelphia 76ers    | 33.0     | 6        |
| Rebotes     | Anthony Davis                                                              | Los Angeles Lakers                                                               | 23     | Anthony Davis | Los Angeles Lakers    | 15.6     | 5        |
| Asistencias | Tyrese Haliburton                                                          | Indiana Pacers                                                                   | 16     | LeBron James  | Los Angeles Lakers    | 8.8      | 5        |
| Robos       | Kelly Oubre Jr. Luka Dončić Derrick White                                  | Philadelphia 76ers Dallas Mavericks Boston Celtics                               | 5      | LeBron James  | Los Angeles Lakers    | 2.4      | 5        |
| Tapones     | Chet Holmgren Evan Mobley (x2) Daniel Gafford (x2) Shai Gilgeous-Alexander | Oklahoma City Thunder Cleveland Cavaliers Dallas Mavericks Oklahoma City Thunder | 5      | Chet Holmgren | Oklahoma City Thunder | 2.5      | 10       |

### Líderes totales
| Puntos 1. Luka Dončić, Dallas — 635 2. Kyrie Irving, Dallas — 487 3. Jayson Tatum, Boston — 475 4. Jaylen Brown, Boston — 454 5. Anthony Edwards, Minnesota — 441 | Asistencias 1. Luka Dončić, Dallas — 178 2. Tyrese Haliburton, Indiana — 123 3. Jayson Tatum, Boston — 119 4. Kyrie Irving, Dallas — 113 5. Anthony Edwards, MIN; Nikola Jokić, DEN — 104 | Tapones 1. Daniel Gafford, Dallas — 33 2. Evan Mobley, Cleveland — 26 3. Chet Holmgren, Oklahoma City — 25 4. Myles Turner, Indiana — 25 5. Derrick White, Boston — 23 |

| Rebotes 1. Luka Dončić, Dallas — 208 2. Jayson Tatum, Boston — 184 3. Nikola Jokić, Denver — 161 4. Dereck Lively II, Dallas — 156 5. Josh Hart, New York — 150 | Robos 1. Luka Dončić, Dallas — 41 2. Anthony Edwards, Minnesota — 24 3. Jaylen Brown, Boston — 23 4. Kyrie Irving, Dallas — 23 5. Mike Conley Jr., MIN; Jrue Holiday, BOS — 21 | Minutos 1. Luka Dončić, Dallas — 900 2. Kyrie Irving, Dallas — 879 3. P. J. Washington, Dallas — 785 4. Jayson Tatum, Boston — 768 5. Jrue Holiday, Boston — 720 |

## Patrocinador
Por tercer año consecutivo, las eliminatorias se denominarán oficialmente "2024 NBA Playoffs presented by Google Pixel". Debido al acuerdo multianual de patrocinio con Google Pixel, este proporciona la marca del logotipo dentro de las sedes y en las propiedades digitales oficiales en la cancha, así como inventario comercial durante las retransmisiones de ABC, ESPN, TNT y NBA TV de los partidos de playoffs.